# ポルシェ・911 GT3
ポルシェ・911 GT3は、ポルシェ・911シリーズで自然吸気エンジンを搭載した高性能モデルにつくロードカーのグレード名もしくはモデル名である。1973年の911 カレラRSから始まった高性能モデルの流れを汲む。GT3は、ワンメイクシリーズの国内および世界各地のポルシェ・カレラカップとGT3カップチャレンジシリーズ、FIAフォーミュラ1のサポートレースで国際的なポルシェ・スーパーカップなどのレースシリーズで活躍している。
本項ではレーシングカーの、ポルシェ・911 GT3 Rについても記述する。前述の通りポルシェでは他社と異なりロードカーにGT3の名前を使用しているため、「911 GT3をGT3仕様にした911 GT3 R」や「911 GT3をLMGTE仕様にした911 GT3 RSR」などGT3の名前がそのままレーシングカーとしてのGT3仕様を指す訳では無い点には注意が必要である。

## ロードカー

### 996 GT3
GT3は、FIA GT3カップに投入された車のホモロゲーションモデルとして、ポルシェ・996シリーズ（996.1 ）の第1世代の1グレードとして1999年に導入された。以前の911 RSと同様、996 GT3はレースに重点を置いていたため、不要な重量を追加するアイテムは無かった。オートエアコンとCD/ラジオは無料のオプションで追加できたが、後部座席、後部スピーカー、サンルーフ、消音素材は完全に削除された。
996 GT3のエンジンは、他の996とは一線を画しているが、標準のドライサンプ水平対向6気筒エンジンと同じ基本設計を共有している。エンジンは自然吸気で、レーシングカーのポルシェ・962、911 GT1で使用されているユニットに基づいている。そのエンジンは、デザイナーのハンス・メツガーにちなんで「メツガー」エンジンとして知られた。エンジンは、外部のオイルリザーバーを備えた、オリジナルの空冷911用のドライサンプクランクケースを使用している。標準型の996は300 PS (221 kW; 296 hp)と比較して、996 GT3は360 PS (265 kW; 355 hp)の出力を発揮する。構造面では、いわゆる「スプリット」クランクケース（クランクケースのパーティングラインがクランクシャフトの中心線上にあることを意味する）は、クランクケースの両側に個別のウォータージャケットを追加し、ラジエーターを通してポンプで送られる冷却水でシリンダー3つ分のバンクを冷却する。したがって、GT3エンジンは、同じクランクケースをベースにした完全水冷式のレーシングカー、ポルシェ・962のエンジンとよく似ている。ただし、962は6つの個別のシリンダーヘッドを使用するが、911GT1/GT3は、シリンダーヘッドのみ水冷式だった、半空冷式の959と同様に、それぞれ3つのシリンダーのバンクをカバーする2つのシリンダーヘッドを使用する。したがって、GT3エンジンは水冷シリンダーを備えている。2004年初頭に生産された996 GT3まで、GT3のクランクケースに使用された基本的な鋳造は空冷エンジンと同じだった。2004年半ばに「996」鋳造番号のクランクケースに変更されたが、内部的には同じだった。
996 GT3は空冷911譲りの6速マニュアルトランスミッションを使用した。このギアボックスは交換可能なギア比を備えており、標準型の996用ギアボックスより耐久性が高く、レースに適していた。
サーキットでの能力を最大限に引き出すために、ポルシェはGT3にブレーキの拡大、サスペンションシステムの再調整、軽量化、ダウンフォースを高めるためのリアスポイラーと一致する新フロントバンパーを装備し、グリップを向上させた。

ポルシェは、「クラブスポーツ」パッケージと呼ばれるGT3の無料オプションを提供した。このオプションは、標準のパワーシートのレザーフロントシートを、難燃性ファブリックで仕上げられた手動で調整のレーシングバケットシート、シングルマスフライホイール、ボルトインハーフロールケージ、6点式ドライバーレーシングハーネス（標準のサイドエアバッグも交換）に置き換えた。消火器（助手席の足元に取り付けられている）とバッテリーマスタースイッチも準備された。

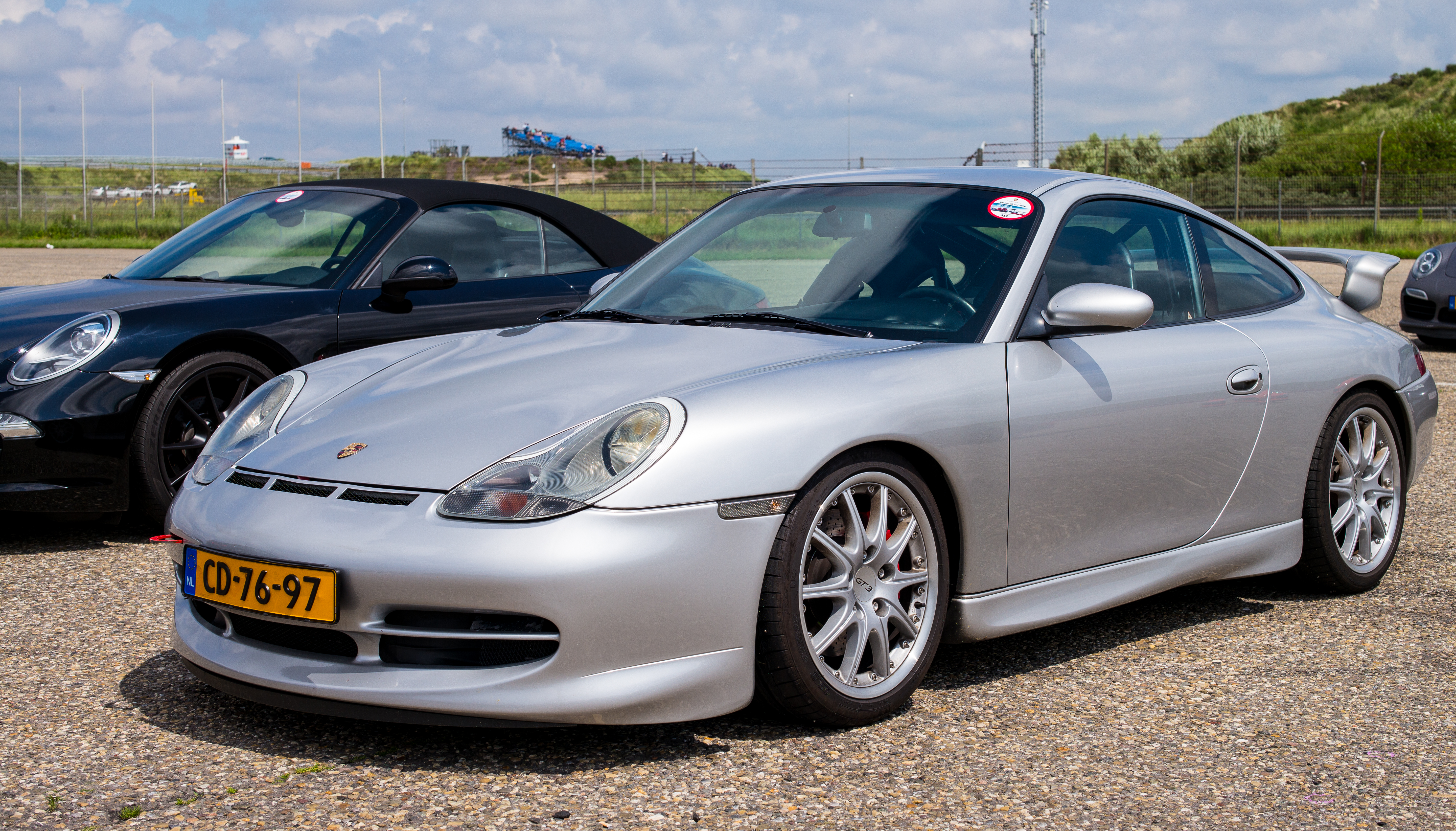
ポルシェ・996 GT3（前期）フロント
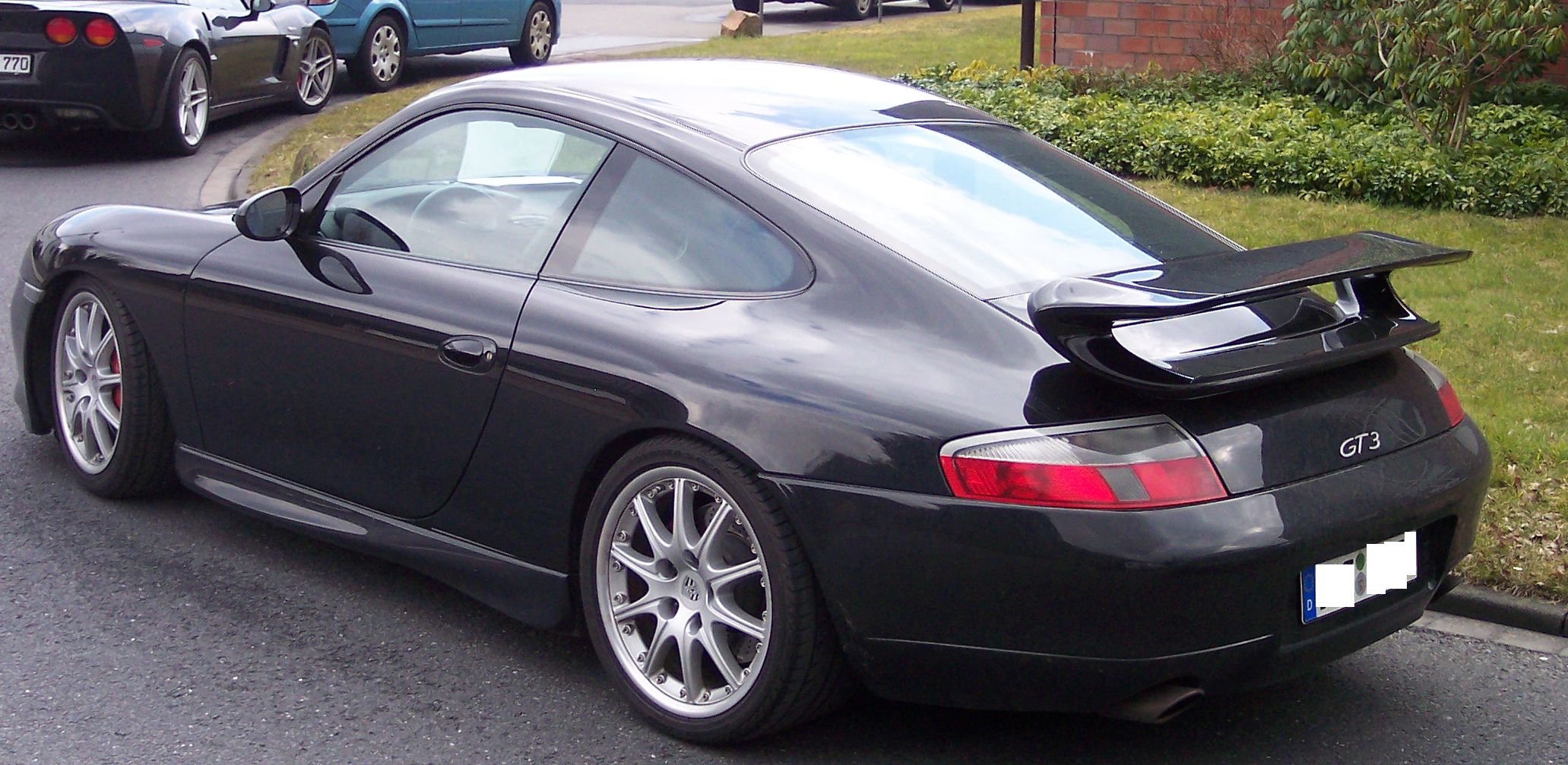
ポルシェ・996 GT3（前期）リア

#### 996.2 GT3
ポルシェは、2002年型の996を使用して、2004年モデル（米国の顧客に車が提供された最初の年）のGT3の大幅な更新を行った（996.2 GT3）。エンジン出力は381 PS (280 kW)に向上し、トルクは284 lb⋅ft (385 N⋅m)で、その80％は2,000rpmから発揮可能だった。ブレーキのセットアップがアップグレードされ、フロントに6ピストンキャリパーが搭載され（リアは4ピストンのまま）、オプションとしてポルシェセラミックコンポジットブレーキシステムが提供された。GT3はカレラ4のボディシェルを使用するようになった。
アメリカの自動車雑誌によるトラックテストでは、GT3は0–60 mph (0–97 km/h)加速4.5秒、1/4マイル時間は12.0秒で、速度は118 mph (190 km/h) 。

ポルシェの公式テストドライバーであるヴァルター・ロールは、ニュルブルクリンクノルドシュライフェを996 GT3で7分56秒を記録した。これは、ポルシェが宣伝する際に使用した記録である。

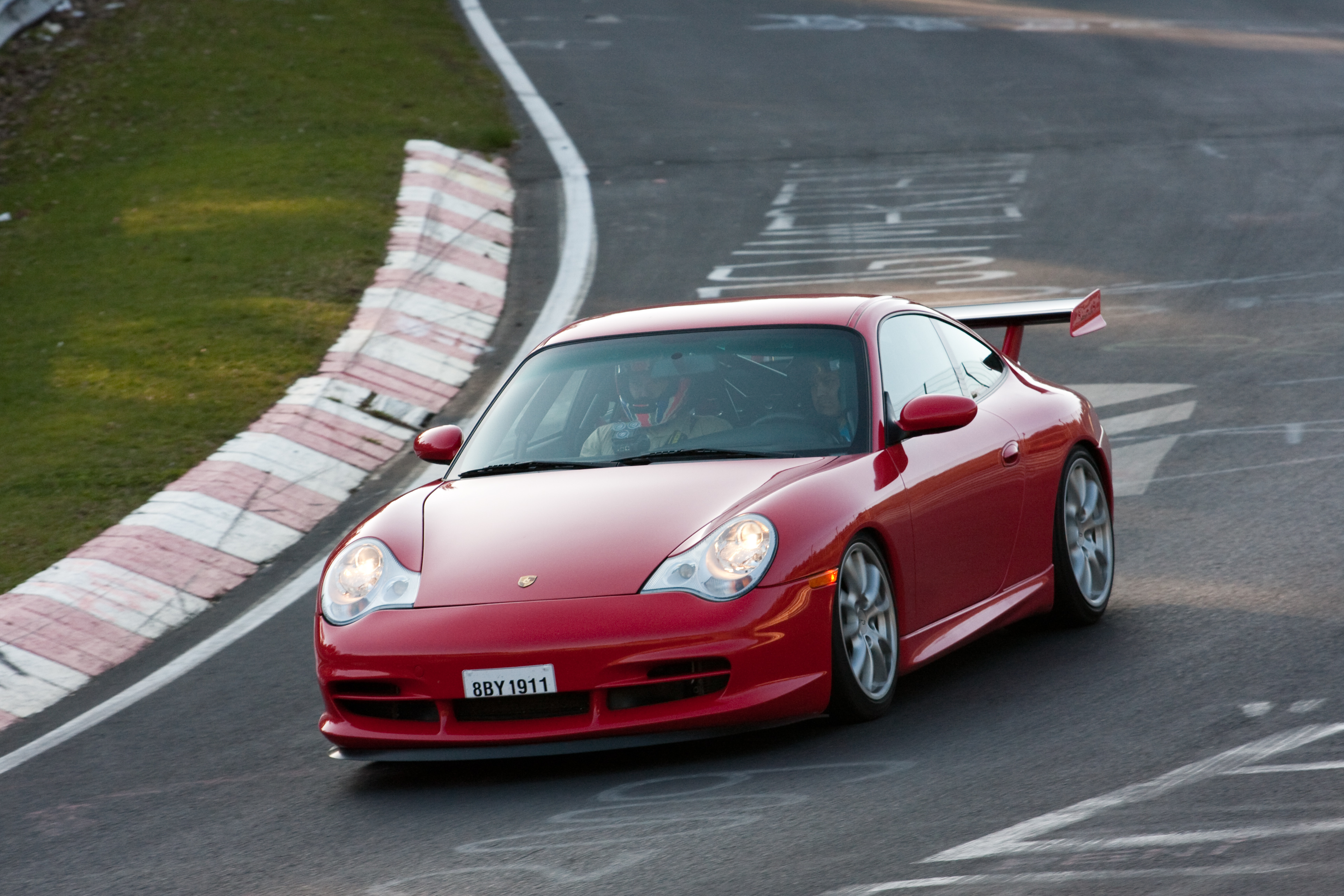
ポルシェ・996 GT3（後期）フロント
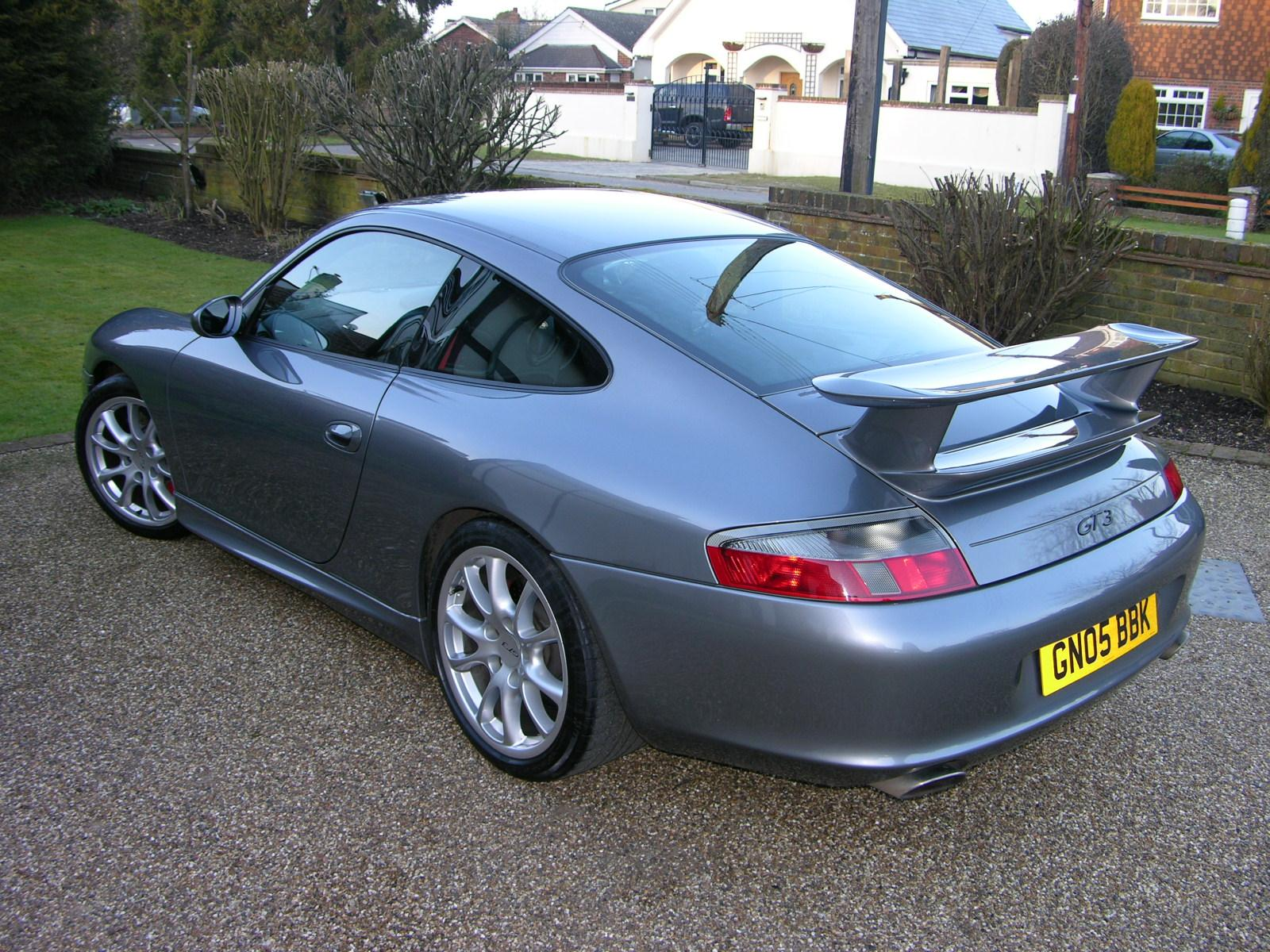
ポルシェ・996 GT3（後期）リア

#### 996.2 GT3 RS
2003年、ポルシェは996 GT3のさらにトラックに焦点を合わせたバージョンである、ポルシェ911 GT3 RSを発表した。RSはドイツ語でRennSportの略で、英語では文字通り「レーシングスポーツ」を意味する。特徴的な軽量の青または赤のホイールと、「GT3 RS」サイドステッカーは、1970年代初頭のカレラ2.7RSなどの歴史的モデルを彷彿させる。996 GT3 RSは、ポリカーボネート製のリアウィンドウ、カーボンファイバー製のフード、リアウィングにより、996 GT3よりも軽量化される。ポルシェセラミックコンポジットブレーキ（PCCB）（炭素繊維強化炭素複合材料セラミックコンポジットブレーキ）は、標準装備の鋳鉄ユニットよりも耐熱性と耐フェード性に優れる。
996 GT3 RSのエンジンは、996 GT3とは仕様がわずかに異なる。996 GT3 RSのシリンダーヘッドは、ホモロゲーション対応のため、吸気ポートと排気ポートの形状を変更した。出力はGT3と同じ381 hp (284 kW)。RSにはプログレッシブスプリングもある。ダンパーはアップグレードされており、バウンドとリバウンドにおいて996 GT3よりも10〜15％剛性がある。
ホイールキャリアは、改善されたダイナミックキャンバーコントロールを最大化するために完全に再設計されている。サスペンショントップマウントは、120度回転させて、カップカーの位置にすることができる。フロントとリア両方のコントロールアームは調整可能。RSは3 mm (0.1 in)、996 GT3よりも低い。
リアウィングは125 mph (201 km/h)で、35 kg (77 lb)のダウンフォースを発生。RSには、エンジンベイにラムエアダクトがあり、187 mph (301 km/h)で18mbの圧力で空気を吸気口に押し込む。そして15 hp (11 kW; 15 PS)のオーバーパワーを発生する。公式のエンジン出力はダイナモメーターで認定されているため、この追加の出力は認定できない。
996 GT3 RSは、2003年から2005年にかけて生産された。ポルシェが製造した右ハンドル車は140台のみで、そのうち113台が正式に英国に輸入された。996 GT3 RSは米国、カナダでは販売されていない。
自動車雑誌は、996 GT3 RSが0–97 km/h (0–60 mph)加速が約4.3秒で、スキッドパッドで1.0g以上を維持し、最高速度は約306 km/h (190 mph)。

RSはニュルブルクリンク北コースを7分47秒でラップした。

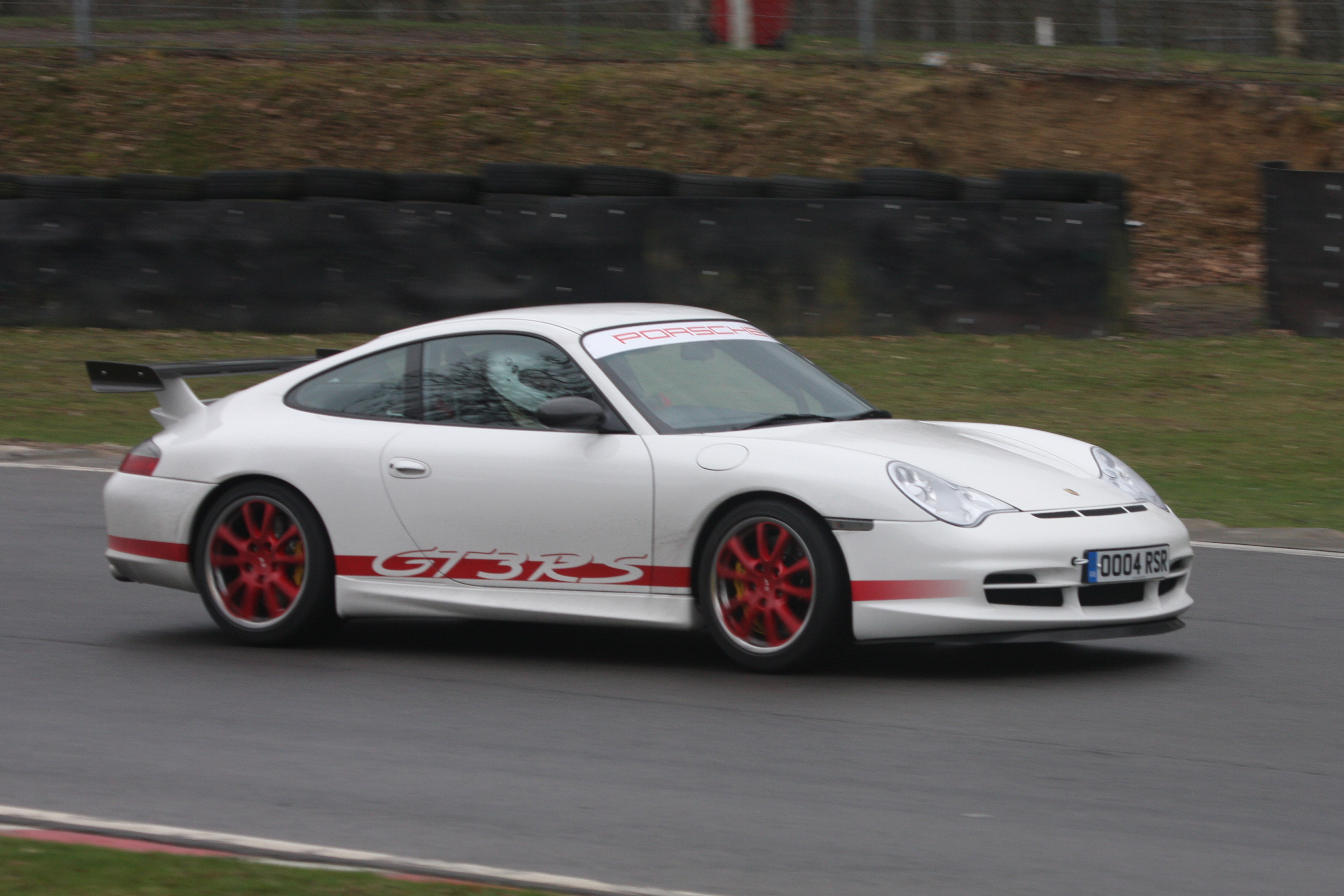
ポルシェ・911 GT3 RS（996）フロント
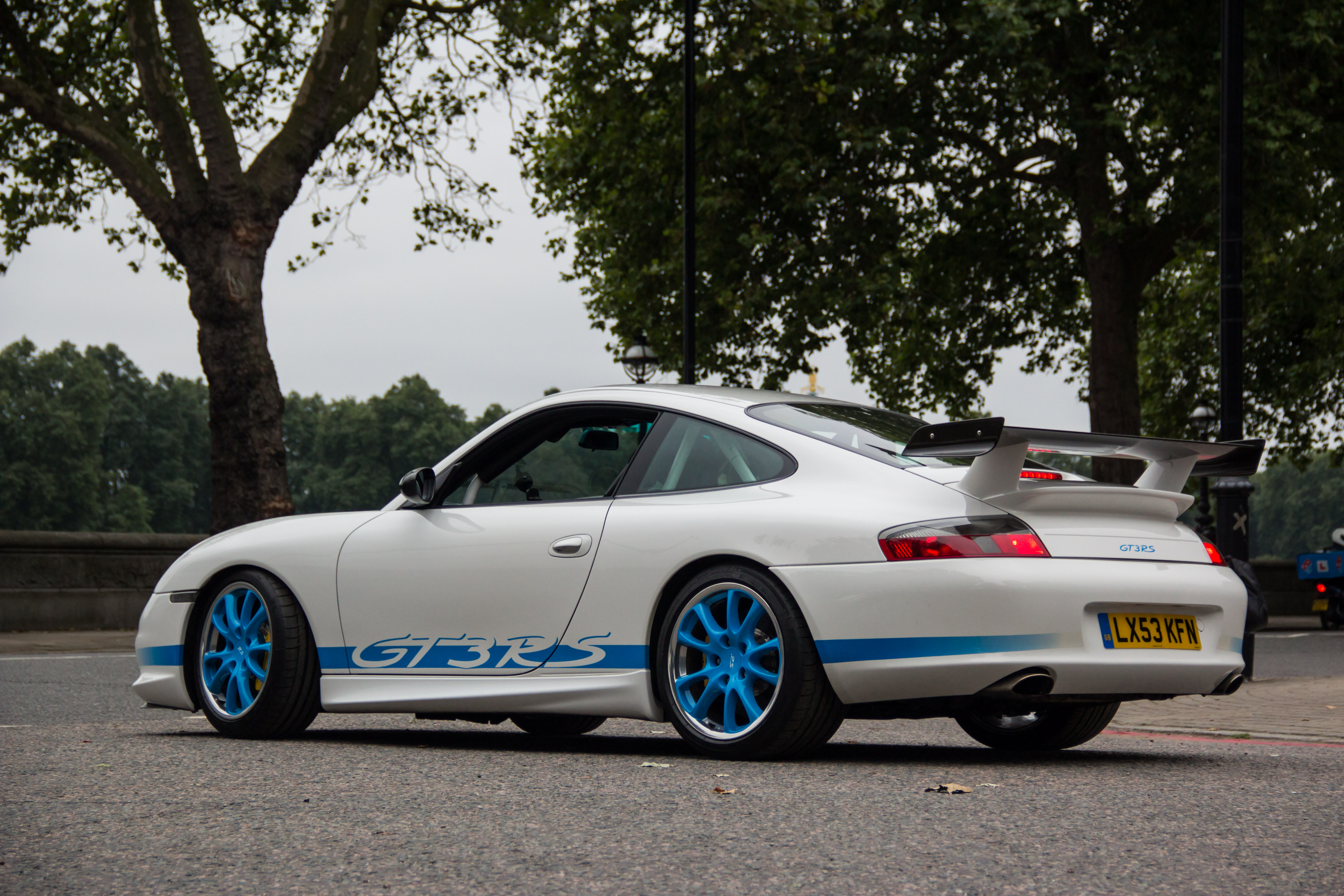
ポルシェ・911 GT3 RS（996）リア

### 997 GT3

#### 997.1 GT3
2006年2月、ポルシェは第2世代のGT3を発表した。これは997型で、997.1 GT3として知られる。新型3.6 L水平対向6気筒エンジン、415 PS (305 kW) に加え、この車両は「ゼロリフト」空力特性を備えていた。車はダウンフォースのみを発生し、グリップを低下させる「リフト」は無い。GT3は、ポルシェのアクティブPASMサスペンションの修正されたトラック指向のバージョンを利用しており、電子的に調整可能なサスペンションシステムを備えたポルシェの最初のRSまたはGT3バージョンとなっている。ナビゲーションシステムとポルシェの「スポーツクロノ」ゲージパッケージも利用可能。2006年の夏に発売された。米国では合計917台、カナダで46台が販売された。

997 GT3は、0–97 km/h (0–60 mph)4.1秒、最高速193 mph (311 km/h) 。Road and Trackは0–60 mph (0–97 km/h)3.8秒を達成することができた。ポルシェの公式テストドライバー、ヴァルター・ロールは、2006年に997 GT3を使用して、ニュルブルクリンクノルドシュライフェで7分42秒を記録した。

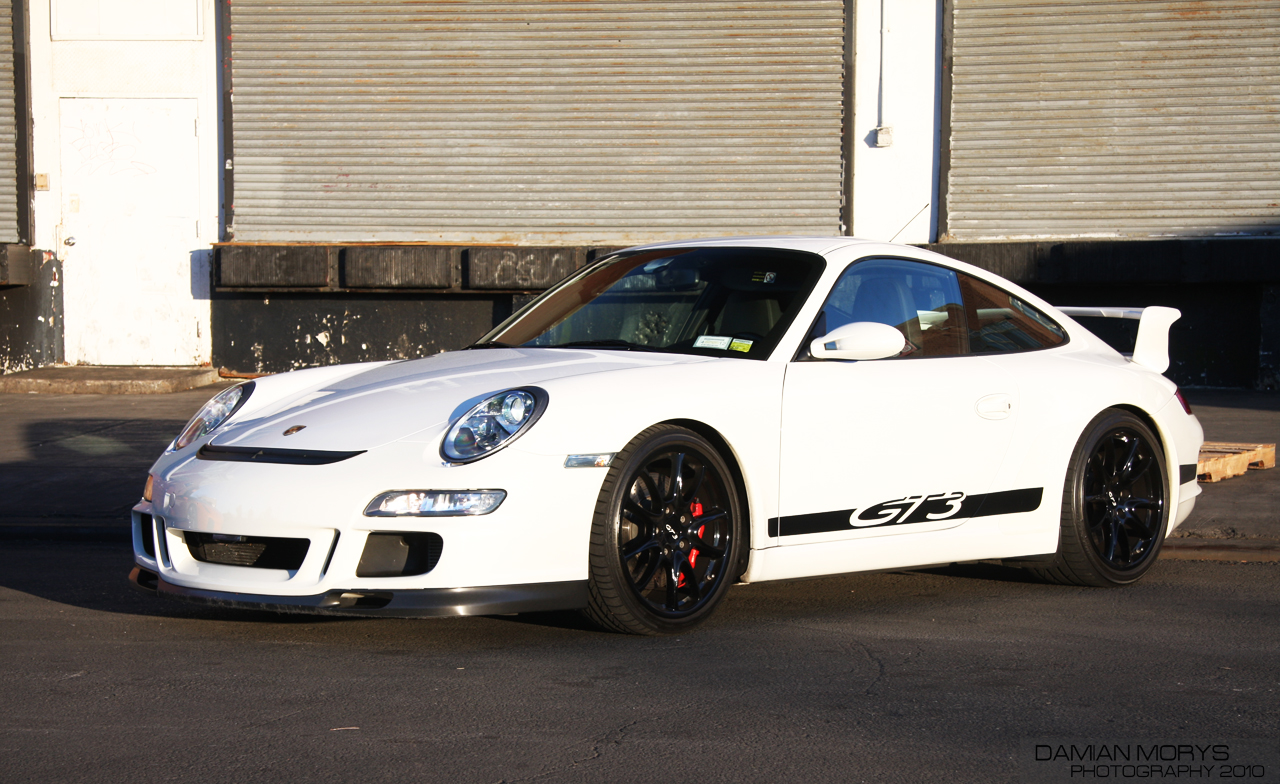
ポルシェ・997 GT3（前期）フロント
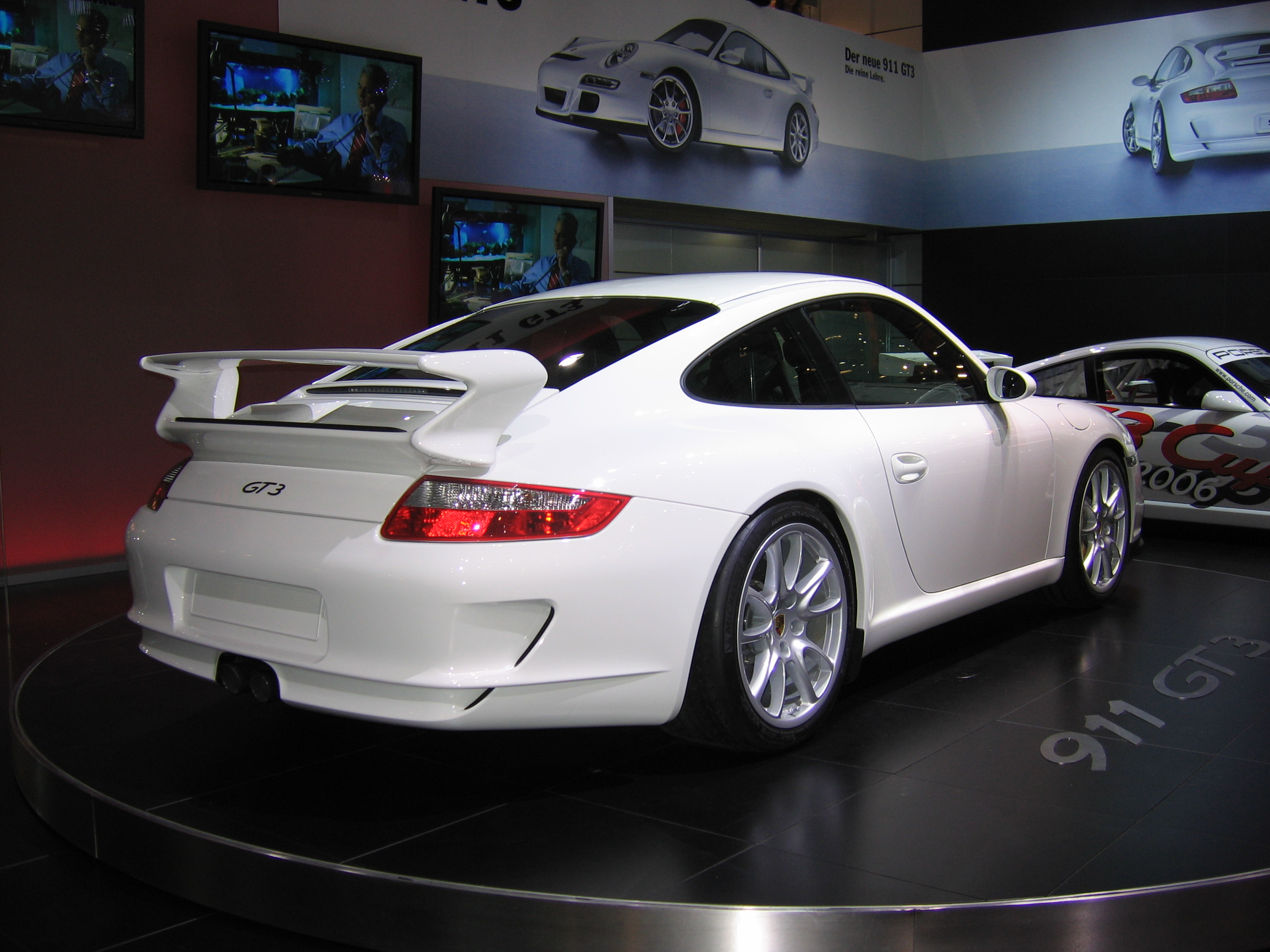
ポルシェ・997 GT3（前期）リア

#### 997.1 GT3 RS
ポルシェは、997 GT3のRSバージョンも発表した。先代と共通して、一連のレーシングシリーズで使用する為のホモロゲーションモデルだった。997 GT3 RSは2006年10月にヨーロッパで、2007年春に北米で導入された。
997 GT3 RSは、997 GT3よりも25 kg (55 lb)軽く、車重は1,370 kg (3,020 lb) 。この軽量化は、調整可能なカーボンファイバーウィング、スチールエンジンカバー、軽量プラスチックフロントガラスの使用によって達成された。
997 GT3 RSのボディは64 mm (2.5 in)、997 GT3よりも後部が広い。筋肉質に見えるリアエンドは、方向安定性を向上させるだけでなく、潜在的なコーナリンググリップを向上させる。ただし、リアウィングが大きくなるため、抗力が増加し、最高速が低下する。新技術に加えて、塗装スキームとボディパネルはすべてRSのために特別に設計されている。
米国版の997 GT3 RSには標準のリアウィンドウ（プレキシグラスではない）と、SCCA、グランダム、IMSAの規則に準拠するための小型の911の燃料タンクがある。グランダムのルールで、中央ロックホイールナットは標準の5ホイールナットパターンに置き換えられる。

997 GT3 RS（997.1 GT3 RS）の生産は2009年に終了した。推定1,168台の車両が世界中に納入され、合計で米国で410台、カナダで42台が販売された。

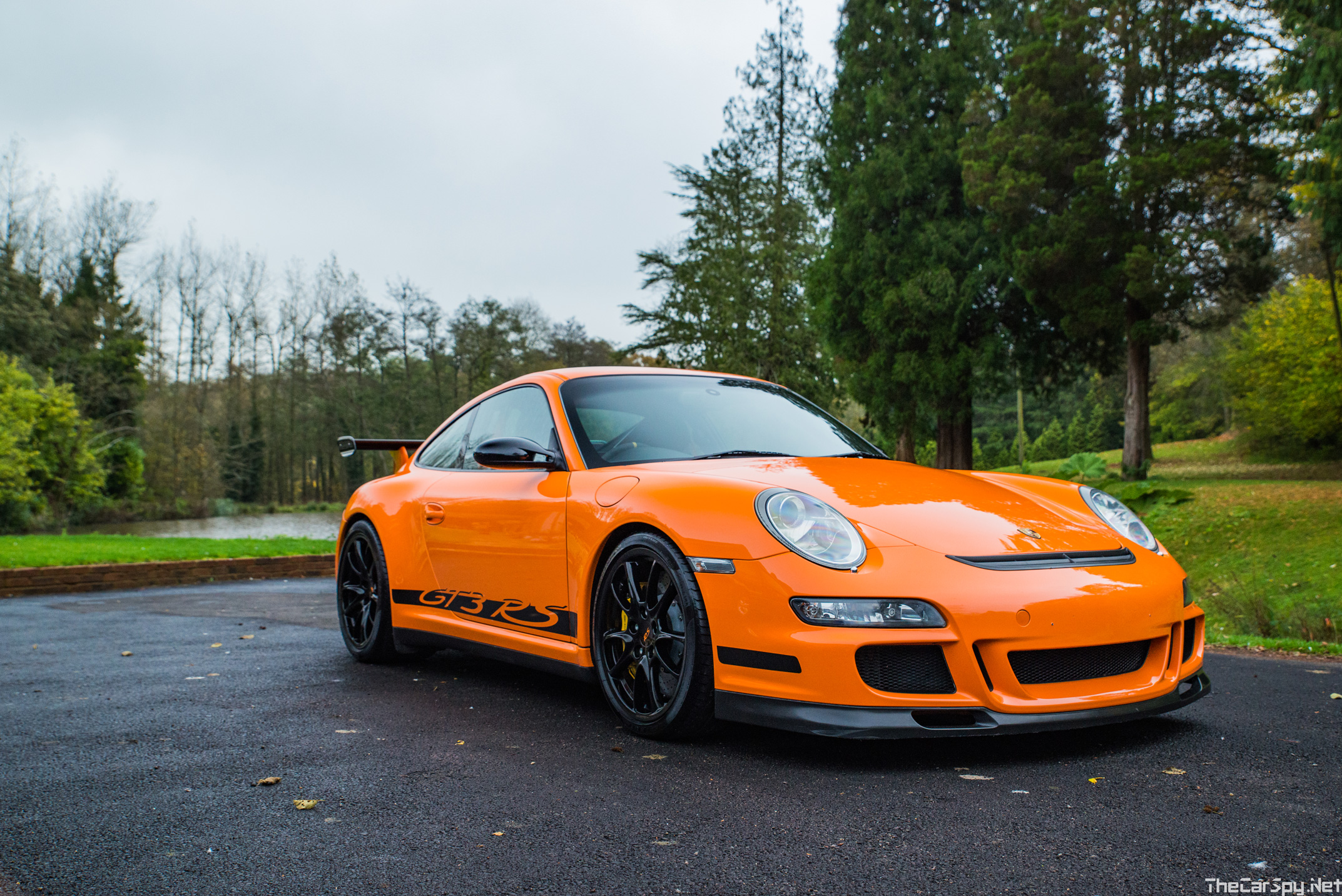
ポルシェ・997 GT3 RS（前期）フロント
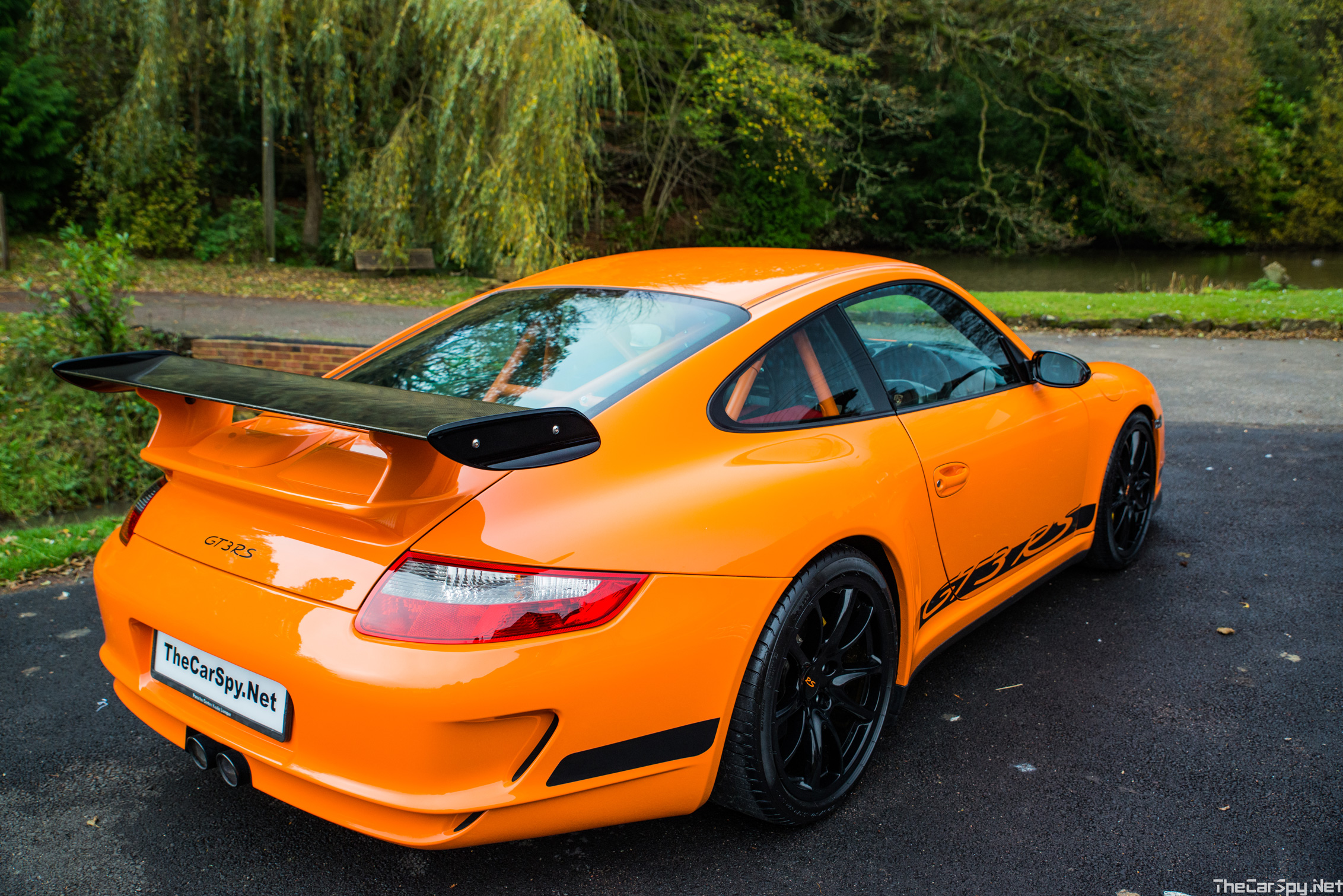
ポルシェ・997 GT3 RS（前期）リア

#### 997.2 GT3
2009年、ポルシェは出力435 PS (320 kW)、拡大した3.8 Lエンジンを搭載した第2世代997 GT3（997.2 GT3）を発売した。また、ダイナミックエンジンマウントや、低い最低地上高を補うために空気圧で持ち上げるフロントアクスルなど、多くの新しいオプションを備えていた。リアスポイラーもボディワークの他の部分と一緒に変更された。同年11月に欧州での納入を開始した。米国では654台、カナダでは58台が販売された。

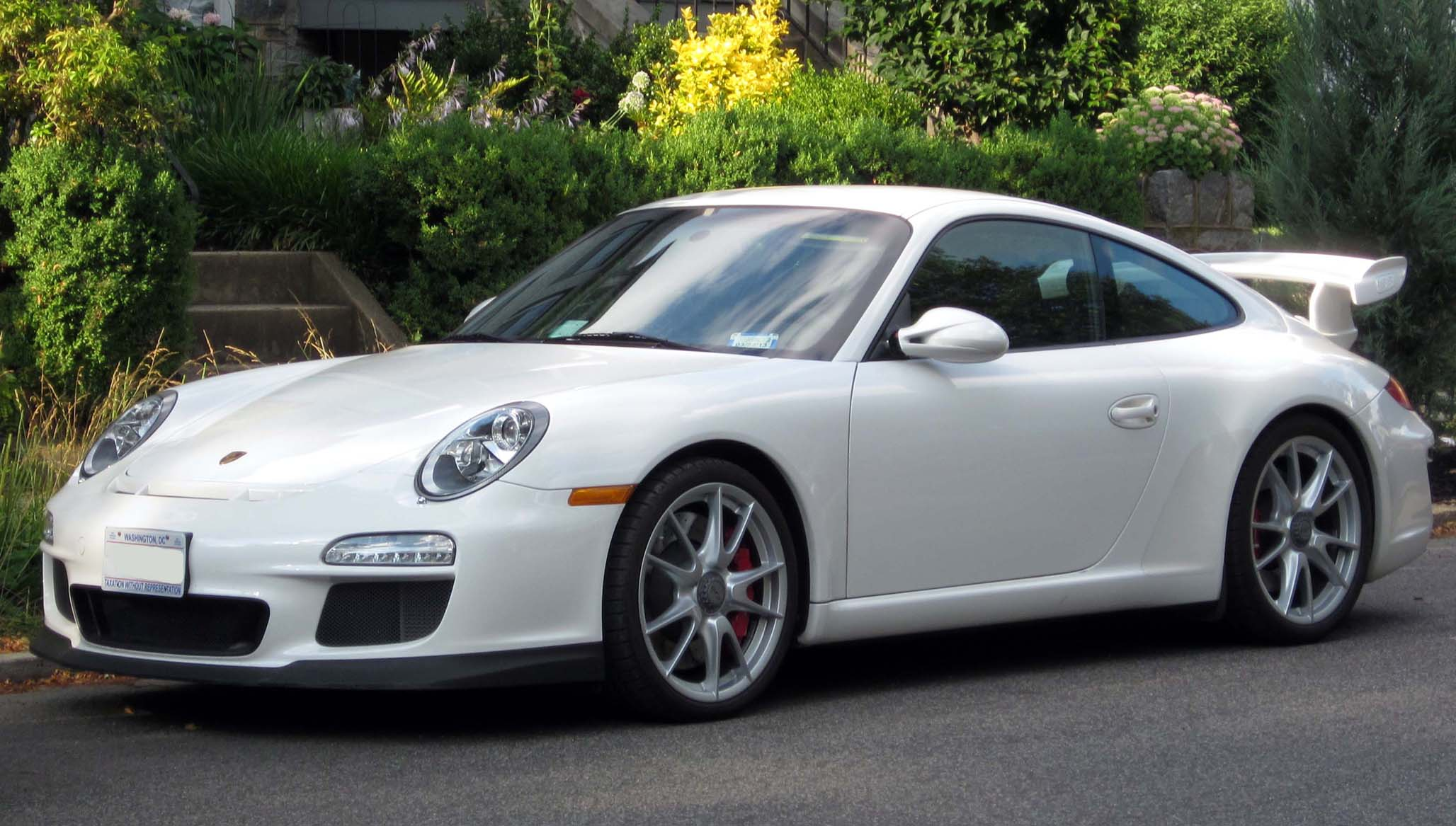
ポルシェ・997 GT3（後期）フロント
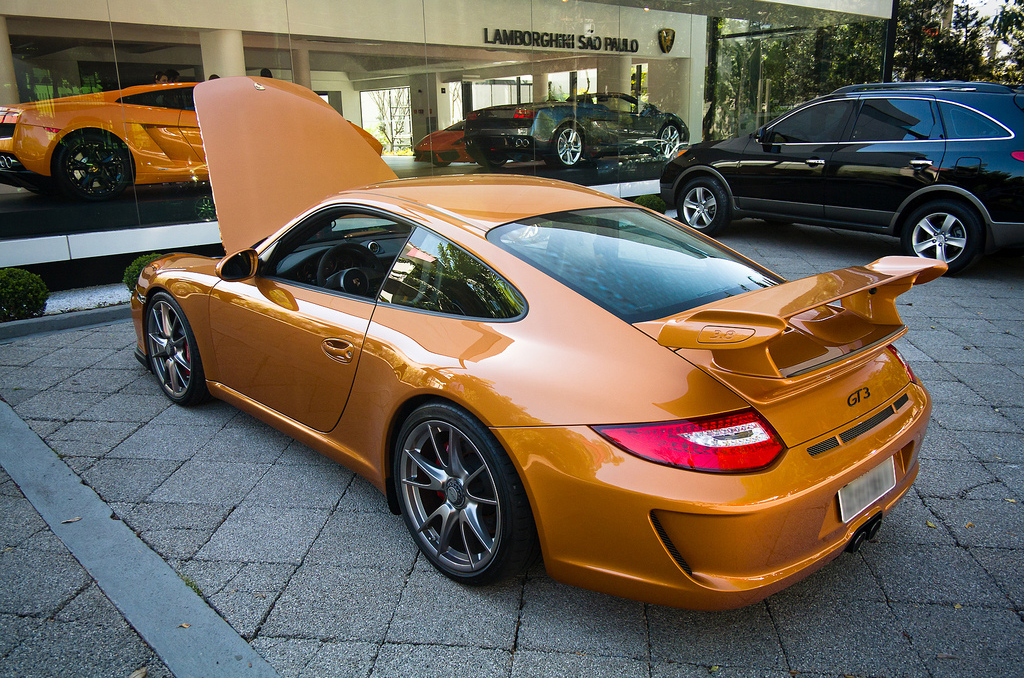
ポルシェ・997 GT3（後期）リア

#### 997.2 GT3 RS
2010年、第2世代911 GT3 RS（997.2 GT3 RS ）は、さらに15 PS (11 kW; 15 hp)出力が向上した、新型3.8 L水平対向6気筒エンジンを搭載し、総出力は最大450 PS (331 kW; 444 hp)になった。この車は、IMSAアメリカン・ル・マン・シリーズに承認されなかった。グランダムは当初、車を承認しなかったが、パフォーマンスの問題の後、グランダムは2010年4月に第2世代の車を承認した。米国で541台、カナダで71台が販売された。

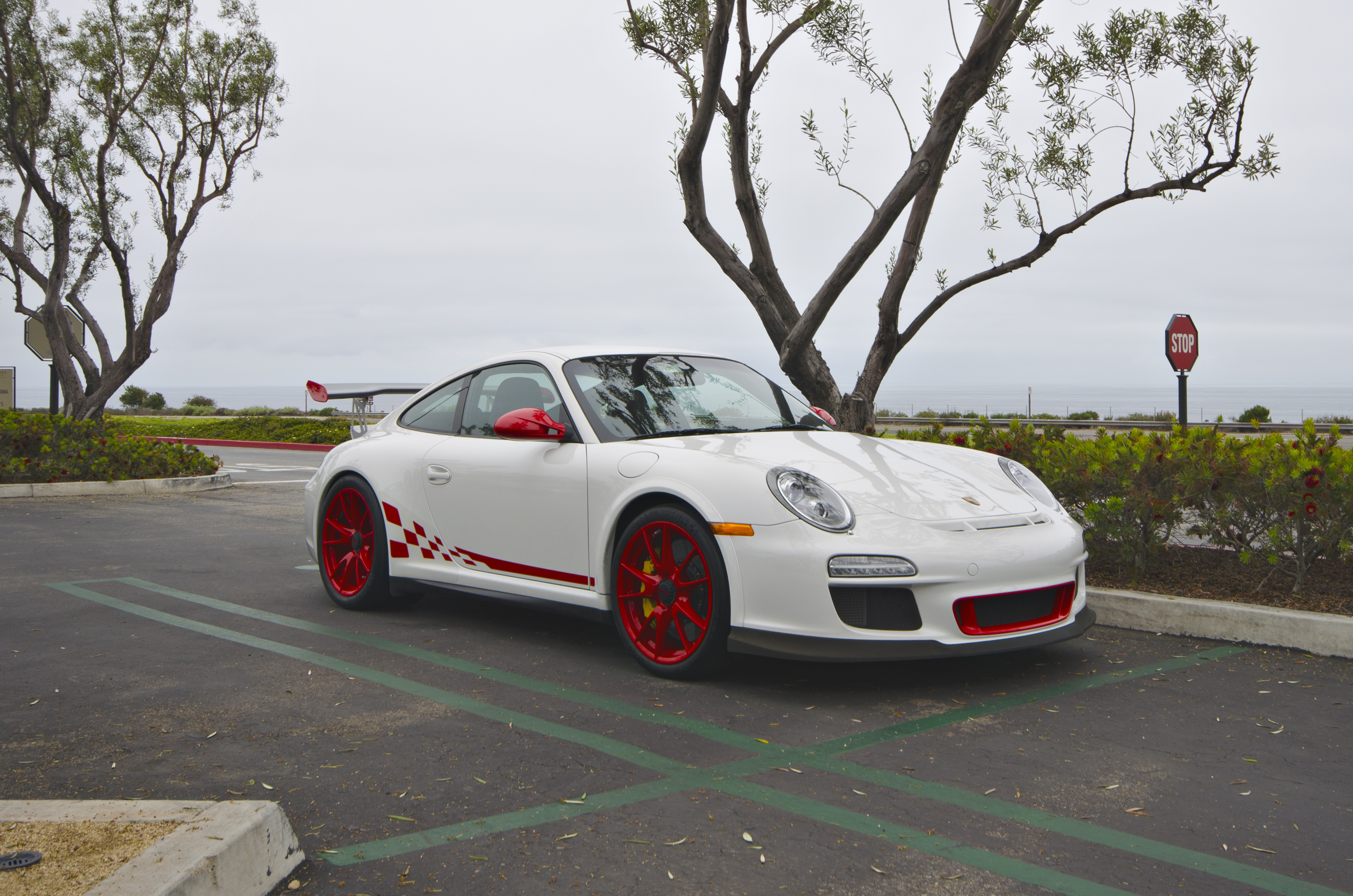
ポルシェ・997 GT3 RS（後期）フロント
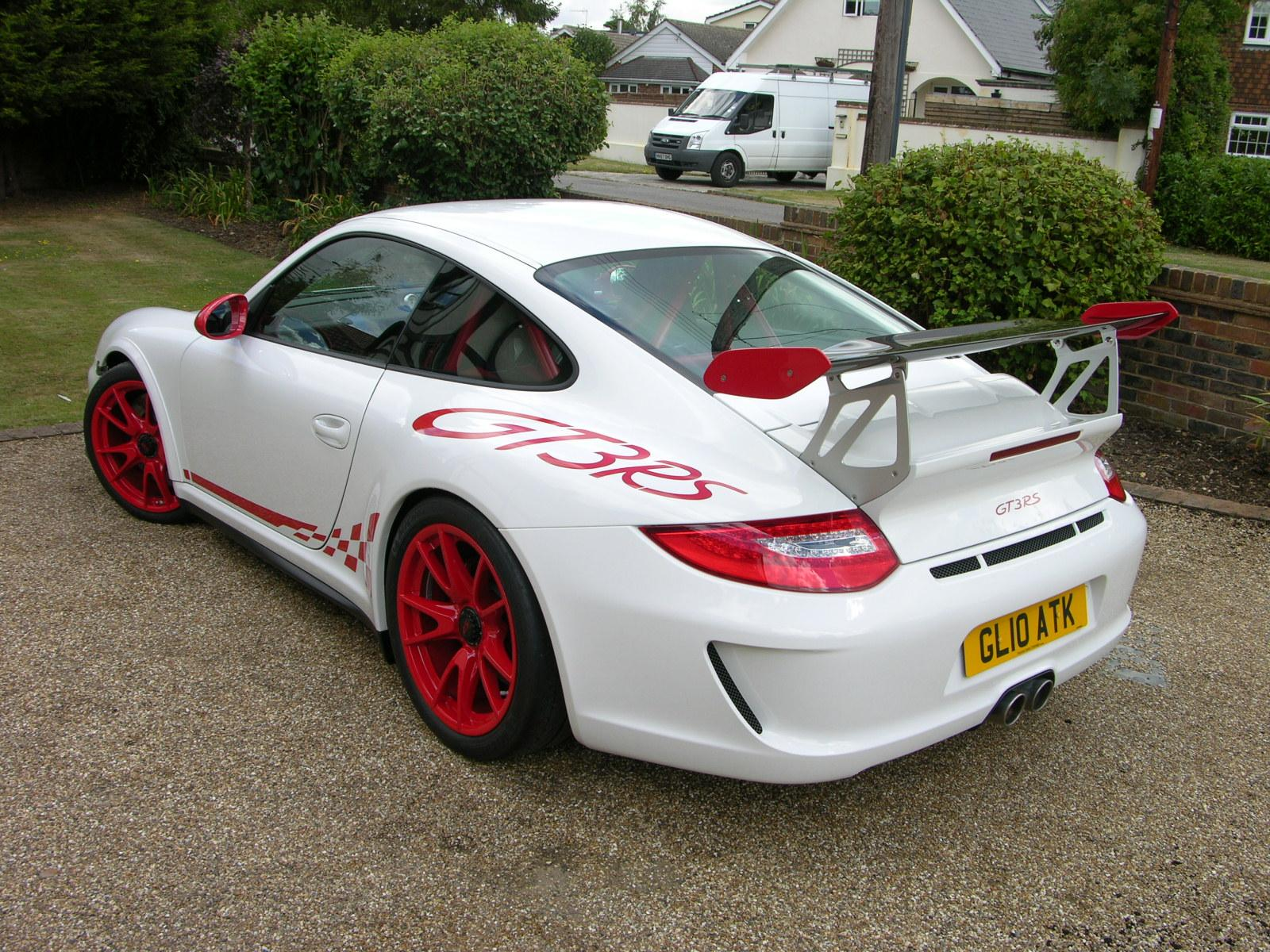
ポルシェ・997 GT3 RS（後期）リア

#### 997.2 GT3 RS 4.0
2011年に発売された911 GT3 RS 4.0は、997 GT3の最終的な進化形で、4.0 L水平対向6気筒エンジン（ストリートリーガル911で搭載される最大のエンジン）を搭載した。エンジン自体はストロークが76.4mmから80.4mmに拡大され、911 RSRのクランクシャフトを使用している。この変更により、出力が8,250rpmで500 PS (368 kW; 493 hp)に、トルクが5,750rpmで460 N⋅m (339 lbf⋅ft)に増加した。シャーシの開発はGT2 RSの影響を受け、他の911RSのパーツを使用している。フロントダイブプレーンは、フロントに追加のダウンフォースを得る。車重は1,360 kg (2,998 lb)。パワーウェイトレシオは1トンあたり365hp。限定600台の製造だった。 このエンジンは1 Lあたりの出力が123.25 hp (92 kW)で。生産車の中で最も強力な6気筒自然吸気エンジンの1つである。
パフォーマンスの数値では0–97 km/h (0–60 mph)加速が3.5秒、最高速が193 mph (311 km/h) 。ニュルブルクリンクノルドシュライフェのラップタイムは7分27秒だった。

車はバサルトブラック、カレラホワイト、ペイントツーサンプルノンメタリック、ペイントトゥサンプルメタリックカラーが提供された。米国では合計141台、カナダでは16台が販売された。

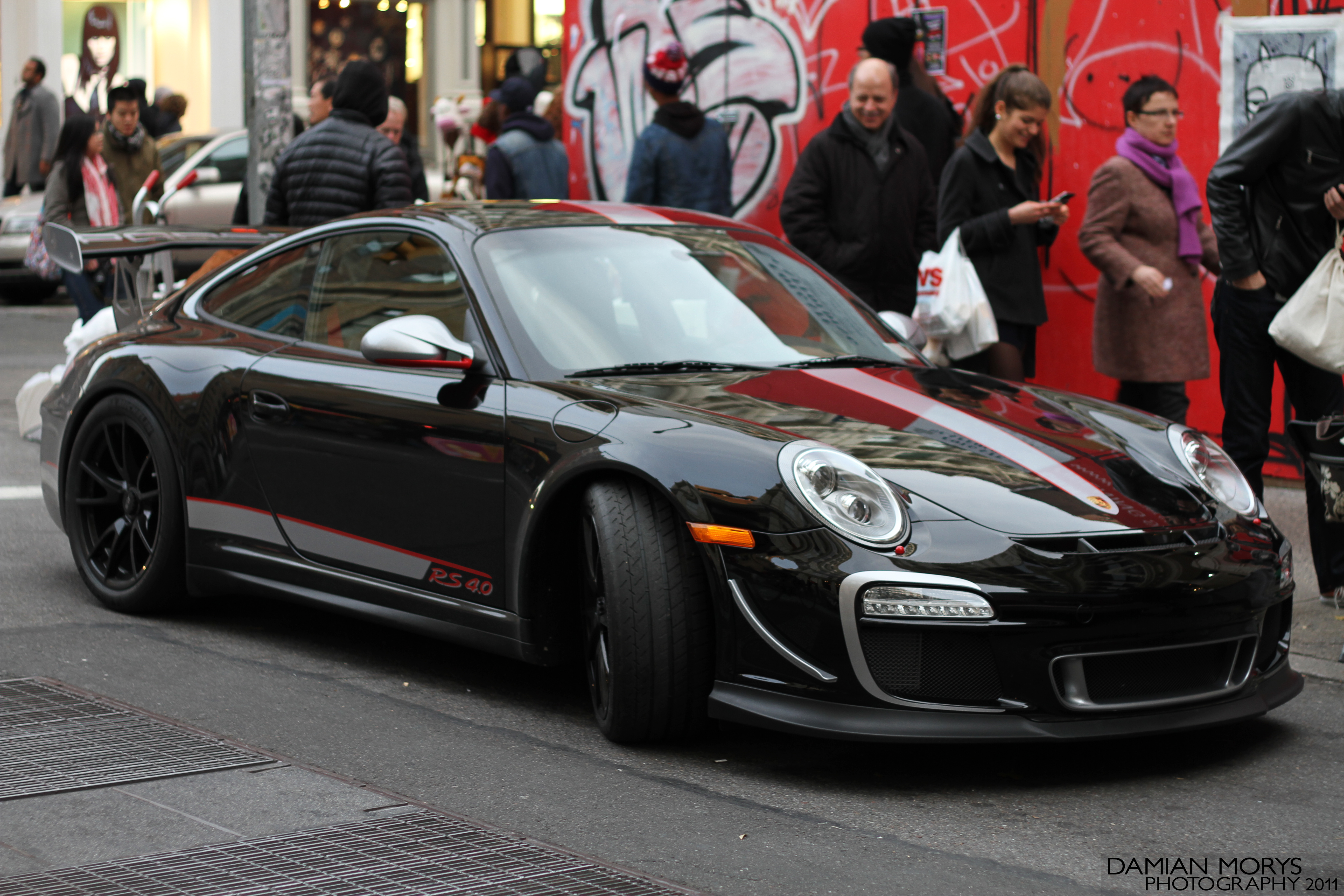
ポルシェ・997 GT3 RS 4.0 フロント
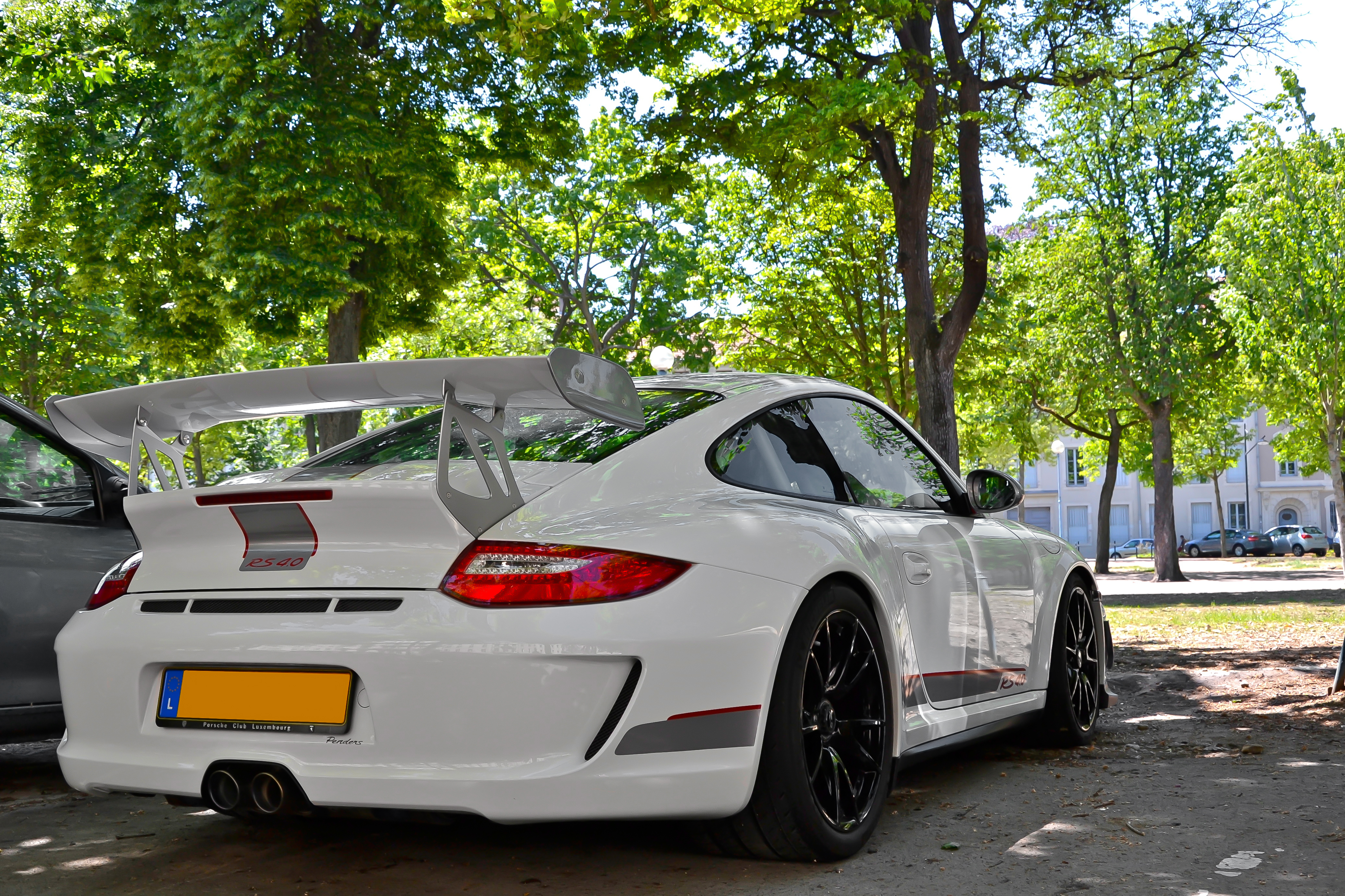
997・GT3 RS 4.0 リア

### 991 GT3

#### 991.1 GT3
2013年、ジュネーブモーターショーで991 GT3を発表した。 991 GT3は、8,250 rpmで出力475 PS (469 hp; 349 kW)を発生する新型3.8 L直接燃料噴射（DFI）水平対向6気筒エンジンを搭載している。ポルシェ・ドッペルクップルング（PDK）および後輪ステアリングを搭載。エンジンは991カレラSに装着されたユニットをベースとするが、共通のパーツはごくわずかである。他のコンポーネント、特にクランクシャフトとバルブトレインは、991 GT3用に特別に開発された。たとえば991 GT3のエンジンは、エンジン回転が最大9,000 rpmに到達できるよう、鍛造ピストンに取り付けられたチタンコネクティングロッドを使用している。デュアルクラッチギアボックスは、レーシングカーで使用されるシーケンシャルマニュアルトランスミッションに基づき、991 GT3用に特別に開発されたもう1つの機能である。
911 GT3は、0–97 km/h (0–60 mph)加速3.5秒以下、1/4マイルは11.2秒で速度126 mph (203 km/h) 。GT3の最高速度は202 mph (325 km/h)とされている。ニュルブルクリンクノルドシュライフェのラップタイムは7分25秒だった。
2014年、何件かのエンジンが故障する事象後、コネクティングロッドボルトのサプライヤーがボルトの合金の製造ミスを犯したことが発見された。その後、それまでに製造された785台のGT3はすべて販売店に回収され、新しいエンジンが取り付けられ、すべての所有者に1年間の保証が追加された。その後10年間、120,000マイルのエンジン保証の延長を提供した。

#### 991.1 GT3 RS
2015年、ジュネーブモーターショーで911 GT3のRSバージョンを発売した。
911 GT3と比較して、フロントフェンダーにはルーバーが装備され、リアフェンダーにはターボのようなインテークが含まれるようになった。屋根はマグネシウム合金でできている。インテリアには、フルバケットシート（918スパイダーのカーボンシートに基づく）、カーボンファイバーインサート、軽量ドアハンドル、および標準のクラブスポーツパッケージ（フロントシートの後ろにボルトで固定されたロールケージ、バッテリーマスタースイッチ、6点式安全ハーネス、備え付けブラケット付き消火器）が含まれる。
911 GT3に搭載されている3.8 Lエンジンは、出力500 PS (370 kW; 490 hp)、トルク469 N⋅m (346 lb⋅ft)の4.0 Lエンジンに置き換えられた。トランスミッションはPDKのみ。ドライブトレインは0–100 km/h (0–62 mph) 加速3.4秒（997 GT3 RS 4.0より0.6秒速い）、0–200 km/h (0–124 mph) 加速は10.9秒。

991 GT3 RSには、従来のマニュアルギアボックスでクラッチを押すのに匹敵する「パドルニュートラル」によるクラッチ解除や、ピットスピードリミッターボタンなどの機能も備わっている。911 GT3と同様、リアアクスルステアリングと完全に可変のリアアクスルデフロックを備えたポルシェ・トルクベクタリングプラスがある。ニュルブルクリンクノルドシュライフェのラップタイムは7分20秒である。

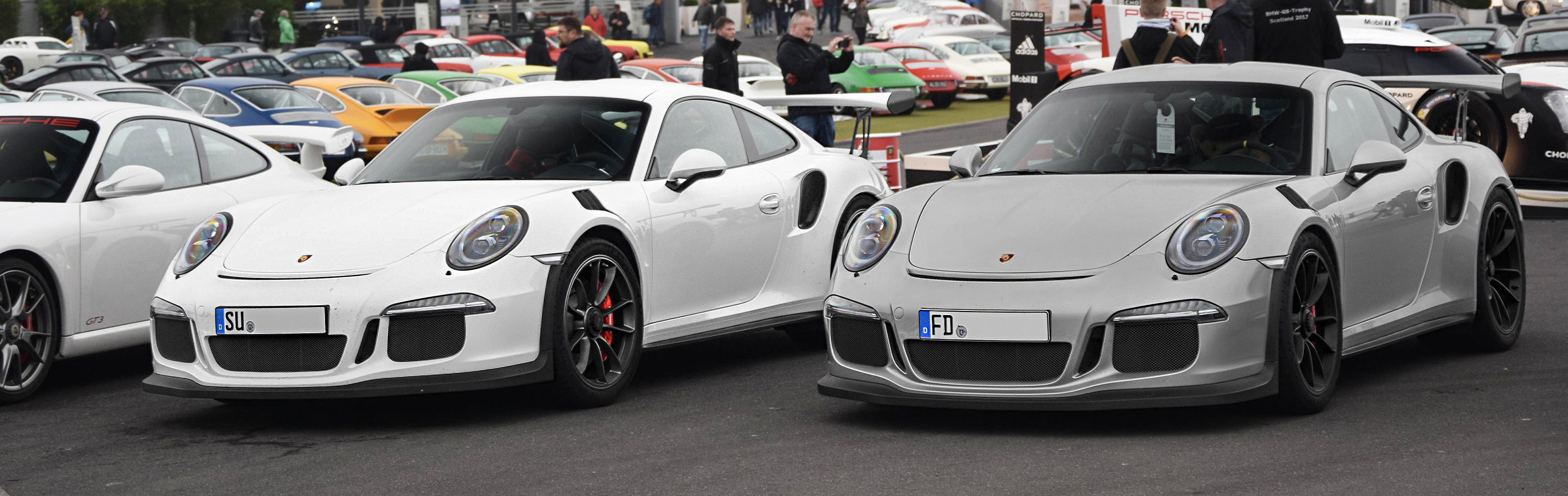
ポルシェ・991 GT3 RS フロント
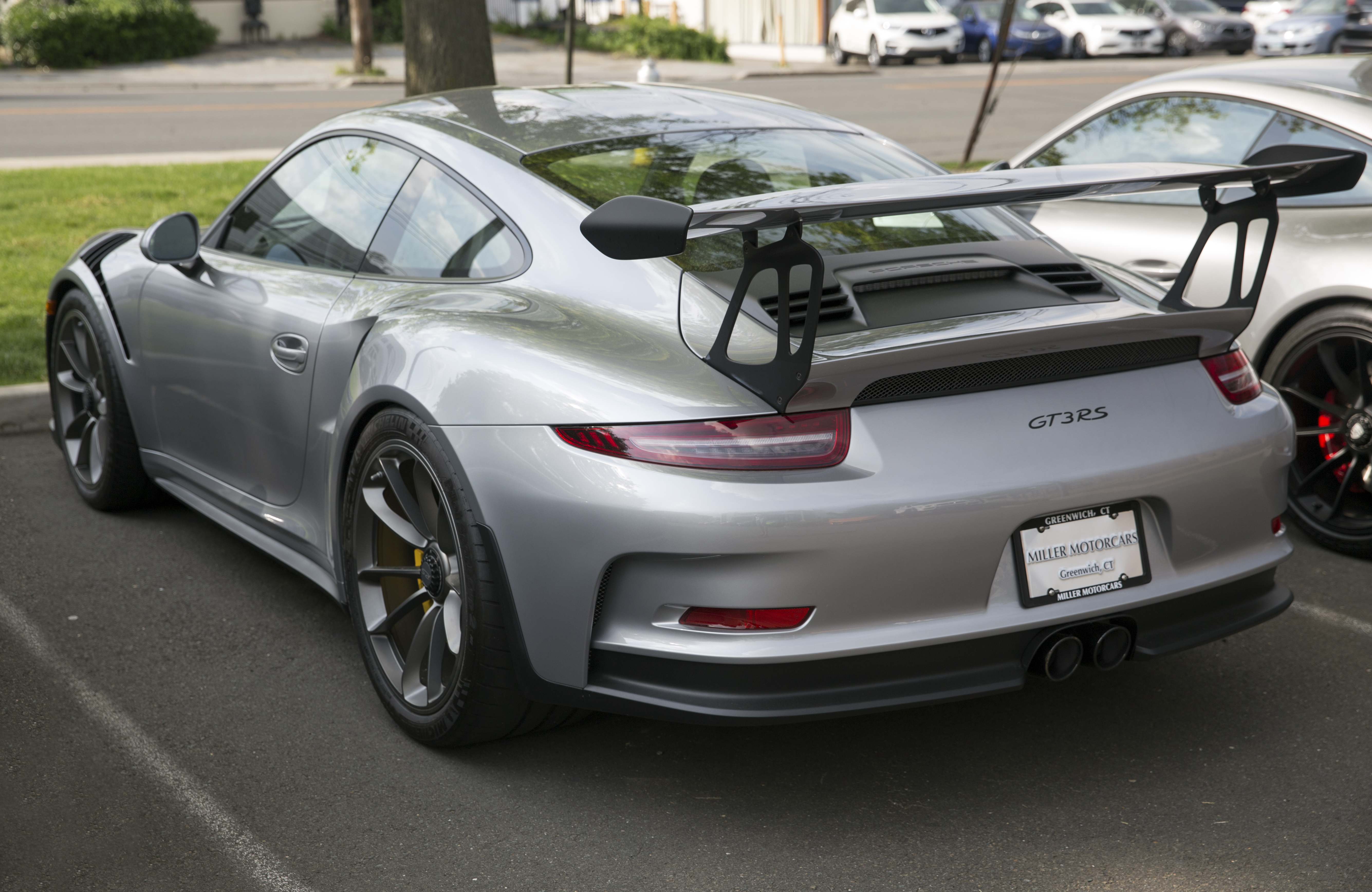
ポルシェ・991 GT3 RS リア

#### 991.2 GT3
2017年、ジュネーブモーターショーで改良された991.2 GT3を発表した。エンジンに大幅な変更が加えられ、ポルシェ911 GT3Rおよびカップのレーシングカーから派生した4.0 L水平対向6気筒エンジンで、最大回転数は9,000rpmに到達した。エンジン出力は500 PS (493 hp; 368 kW)、トルクは339 lb⋅ft (460 N⋅m)。ポルシェの焦点は、スロットルレスポンスの改善のため、内部摩擦を減らすことにあった。
991.1と比較して、リアスポイラーは0.8インチ高く、より効果的に後方に配置されているため、ダウンフォースが20％増加した。新しいフロントスポイラーがあり、より大きなラムエアダクトとリアサスペンションを変更された。車は最高速で、340 lb (154 kg)のダウンフォースを生成する。991.2 GT3は、マニュアルトランスミッション、またはPDKのどちらかを選択できるようになった。

パフォーマンスの数値は、0–97 km/h (0–60 mph)加速が3.8秒（PDK搭載車の場合は3.2秒）、1/4マイル時間は11.6秒。GT3は198 mph (319 km/h)の最高速を達成することができた。 

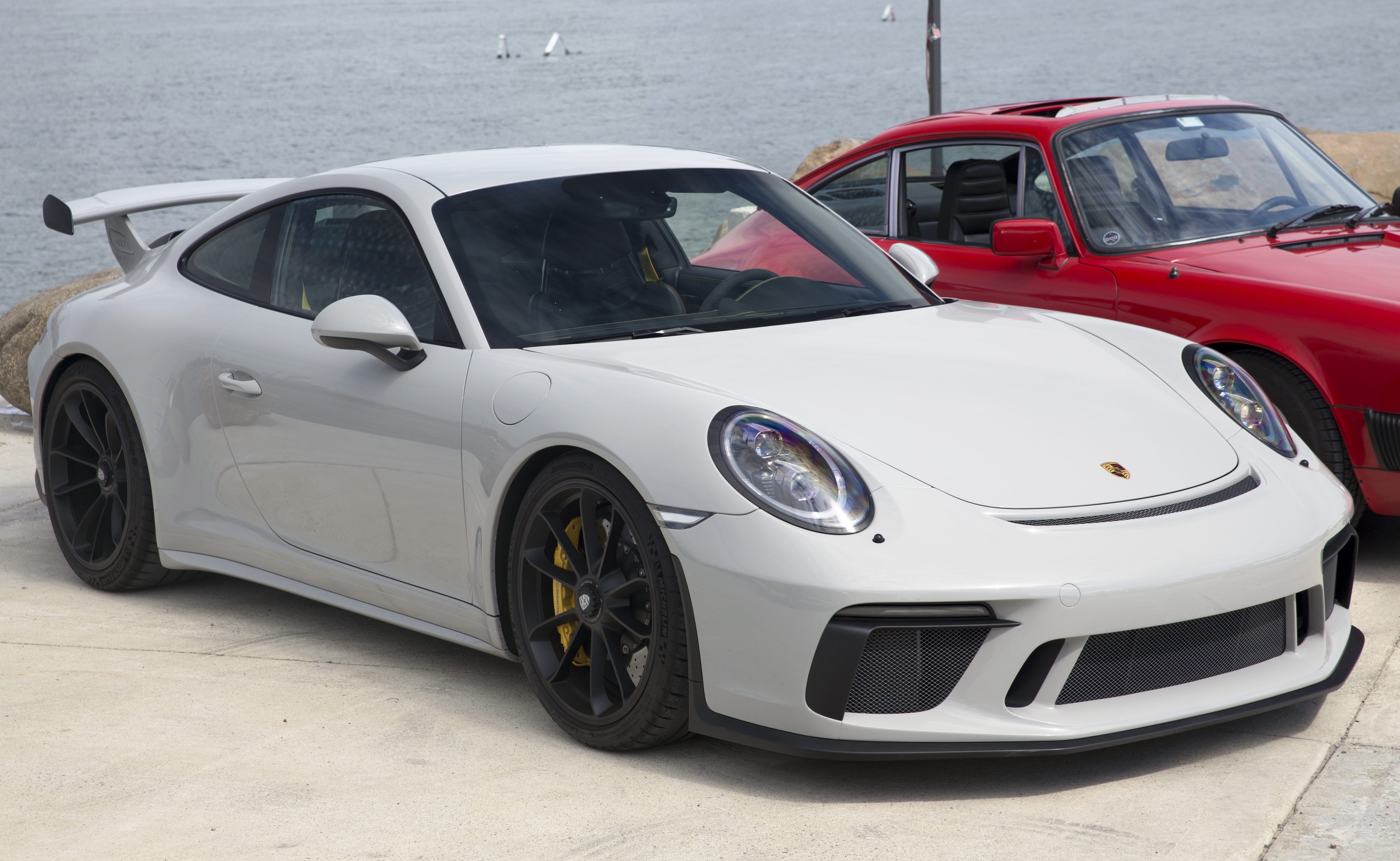
ポルシェ・911 GT3（991.2）フロント
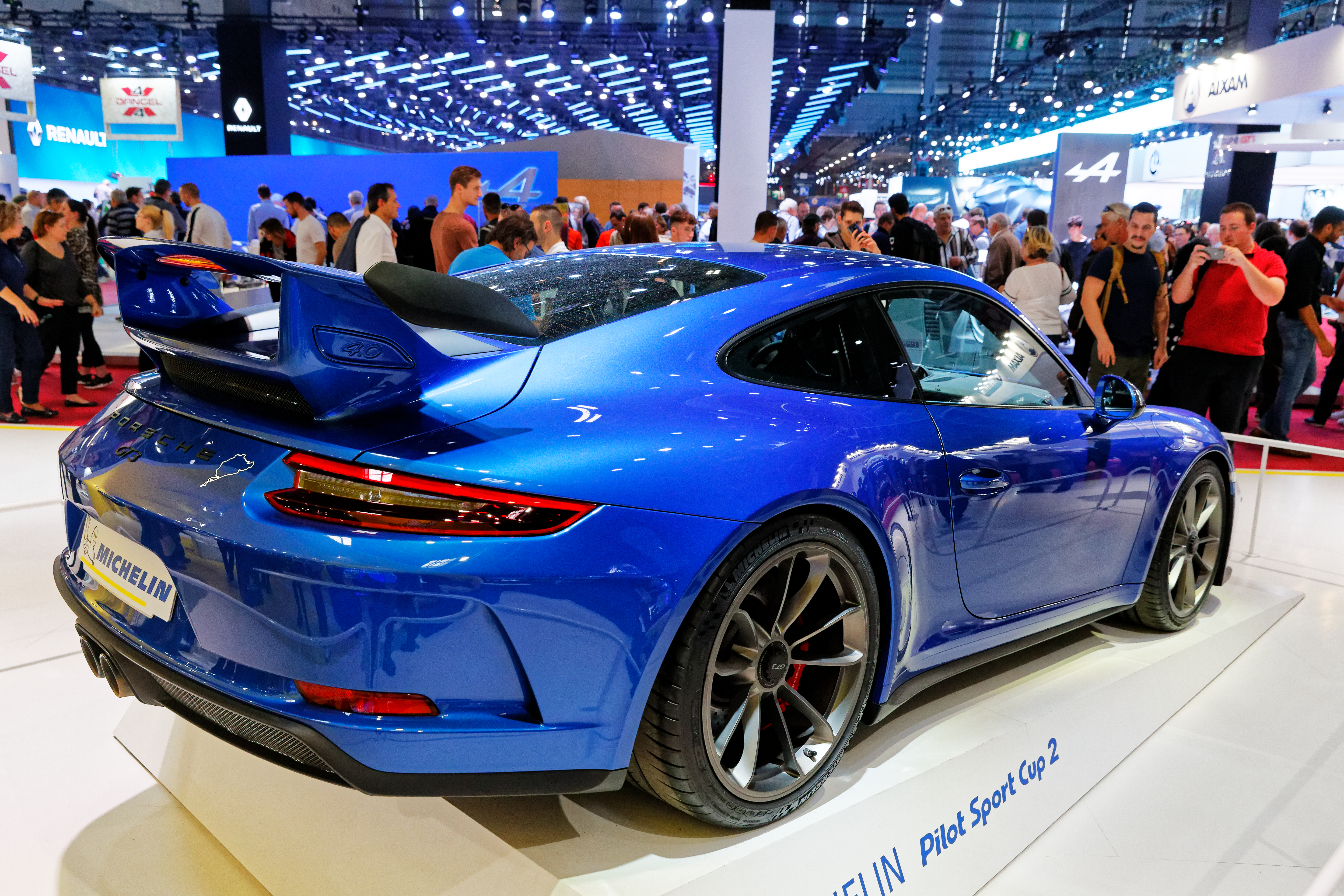
ポルシェ・911 GT3（991.2）リア

##### GT3 ツーリング
2016年、GT3のツーリングバージョンが導入された。このバージョンでは、リアウィングが取り外され、カレラGTSのリトラクタブルリアスポイラー（ガーニーフラップと20度の展開角度）に置き換えられている。より滑らかで流れるような美的イメージで、さらに上向きに伸びてダウンフォースを得ている。スポイラーは75 mph (121 km/h)で展開し、50 mph (80 km/h)で収納される。ボタンを押すだけで手動で展開することもできる。ダウンフォースは最高速で標準のGT3よりも230 lb (104 kg)少ない。最高速度も196 mph (315 km/h)に低下している。

ツーリングはMTのみの設定で、革とアルカンターラが特徴であり、通常のGT3で利用可能なクラブスポーツパッケージでは指定できない。その他のオプションと機能はGT3と同じである。サスペンションの設定は、エンジンと同様に標準のGT3と同じ。ただし、エアインテークは通常のGT3のボックスペーパーエアフィルターを円錐形のハイフローBMCエアフィルターに置き換え、ガーニーフラップの下の2つのエアフィルターチャンバーに追加している。これが通常のGT3とGT3ツーリングの音の違いの理由。911 Rとは異なり、ツーリングは限定生産ではない。

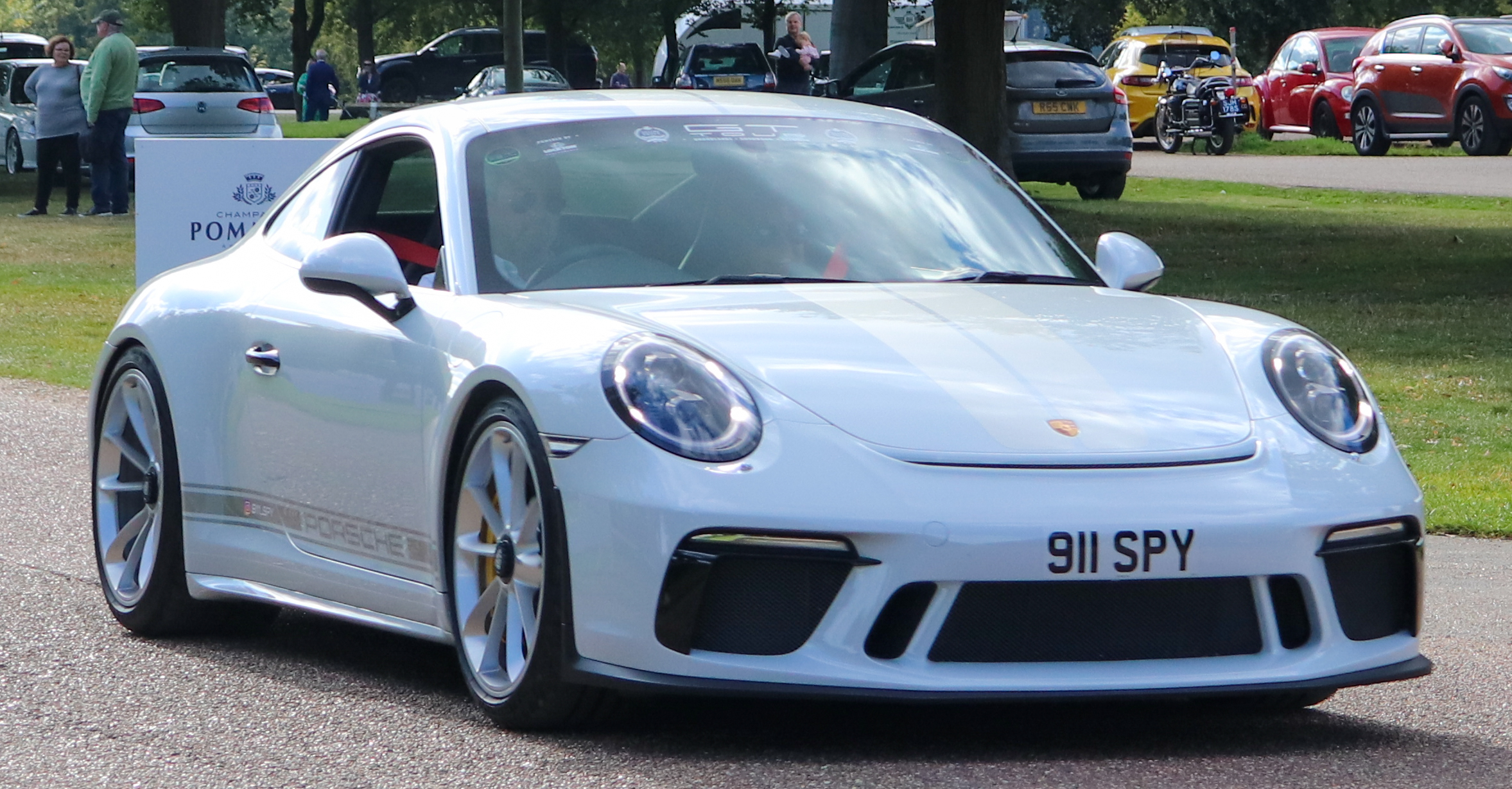
ポルシェ・911 GT3 ツーリング（991.2）フロント
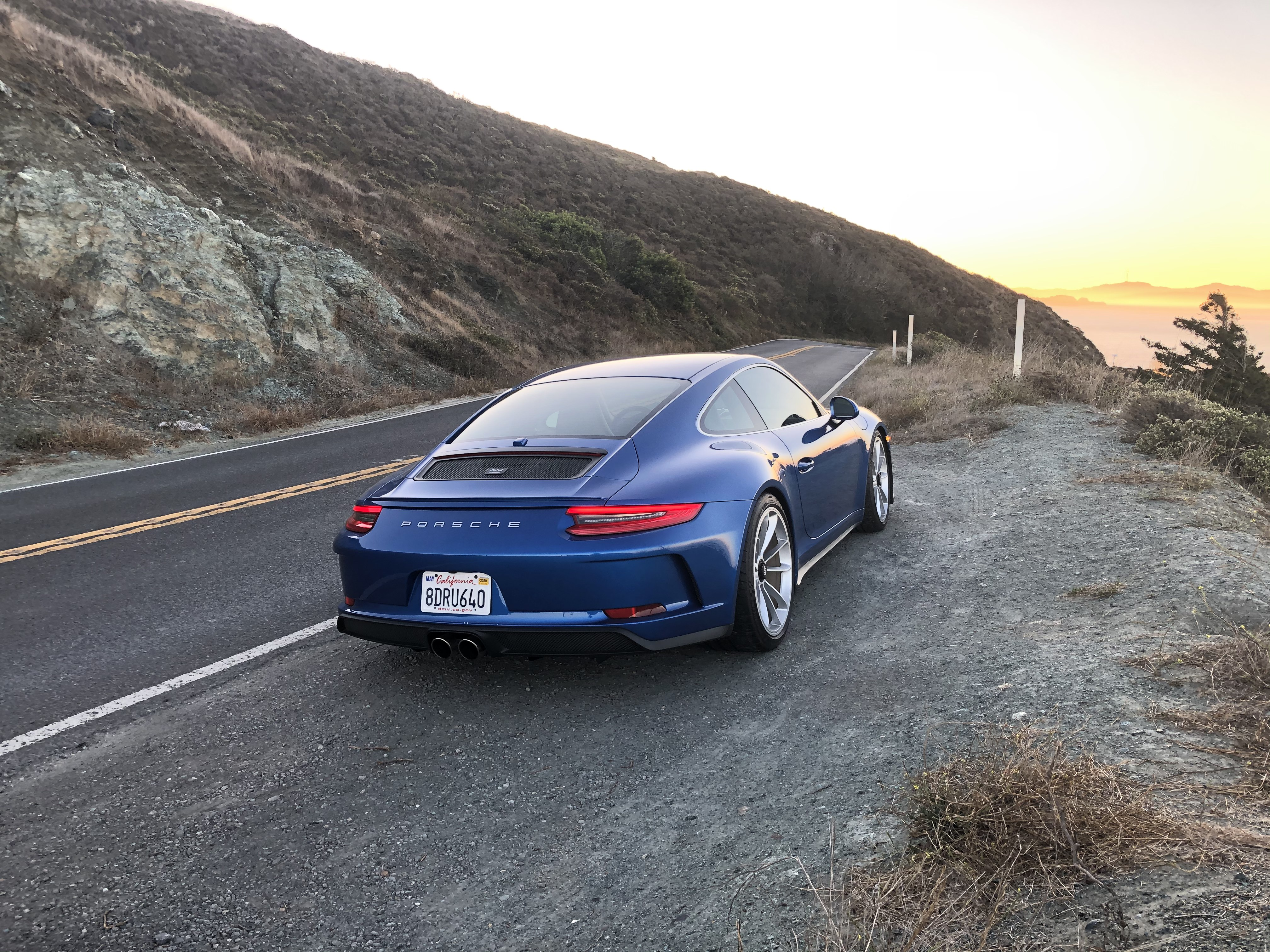
ポルシェ・911 GT3 ツーリング（991.2）リア

#### 991.2 GT3 RS

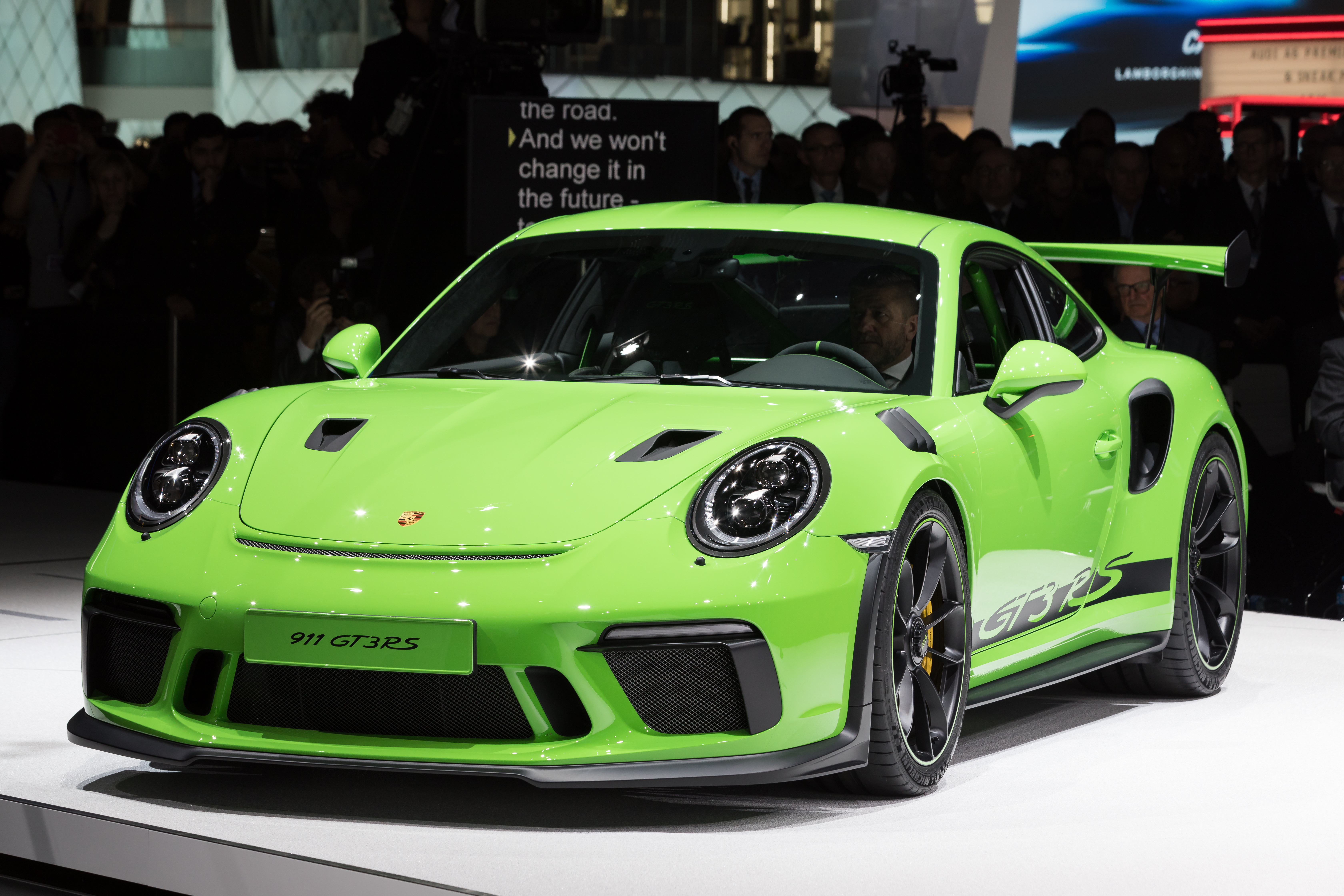
911 GT3 RS（991.2）

2018年2月、ポルシェは改良されたGT3 RSを発表した。変更点には、GT3およびRSRモデルと同様の9,000rpmの最大回転数と20 PS (15 kW; 20 hp)、10 N⋅m (7.4 lb⋅ft)アップした新エンジンが含まれる。以前のGT3 RSから、ブレーキ冷却用のNACAダクト、変更されたフロント（991.2 GT3と同様）サイドスカートとリアウィング（991GT2 RSと同様）でダウンフォースが増加し、すべてのサスペンションリンクのボールジョイント、フロントヘルパースプリング、リアとリアサイドウィンドウ用の軽量ガラス、新開発のタイヤコンパウンドがある。オプションとして、追加のカーボンファイバーボディとインテリアパーツ、マグネシウムホイール、より剛性の高いサスペンション設定を含むヴァイサッハパッケージを利用できる。
2018年4月18日、ケビン・エストレがドライブし、991.2 GT3 RSはニュルブルクリンクノルドシュライフェで6分56.4秒のラップタイムを記録した。7分の壁を破った3番目のポルシェのプロダクションカーであり、最初は918スパイダーだった。

### 992 GT3

#### 992 GT3
2021年2月、992 GT3を発表した。992 GT3は先代と同じエンジンを搭載し、4.0 L水平対向6気筒で8,400rpmで510 PS (503 hp; 375 kW)、6,250rpmで470 N⋅m (347 lb⋅ft)を発生する。992 GT3は0–100 km/h (0–62 mph)加速は3.4秒。 992 GT3は、991 RSRの影響を受けた不等長のコントロールアームフロントサスペンションになった。リアウィングは、以前のGT3モデルと比較してダウンフォースが増加したスワンネックパイロンとなった。GT3は7速PDK、6速MTのいずれかが提供される。

##### 992 GT3 ツーリング
ツーリングパッケージが選択可能で、リアウィングを自動的に展開可能なリアスポイラーに置き換えられる。

#### 992 GT3 RS

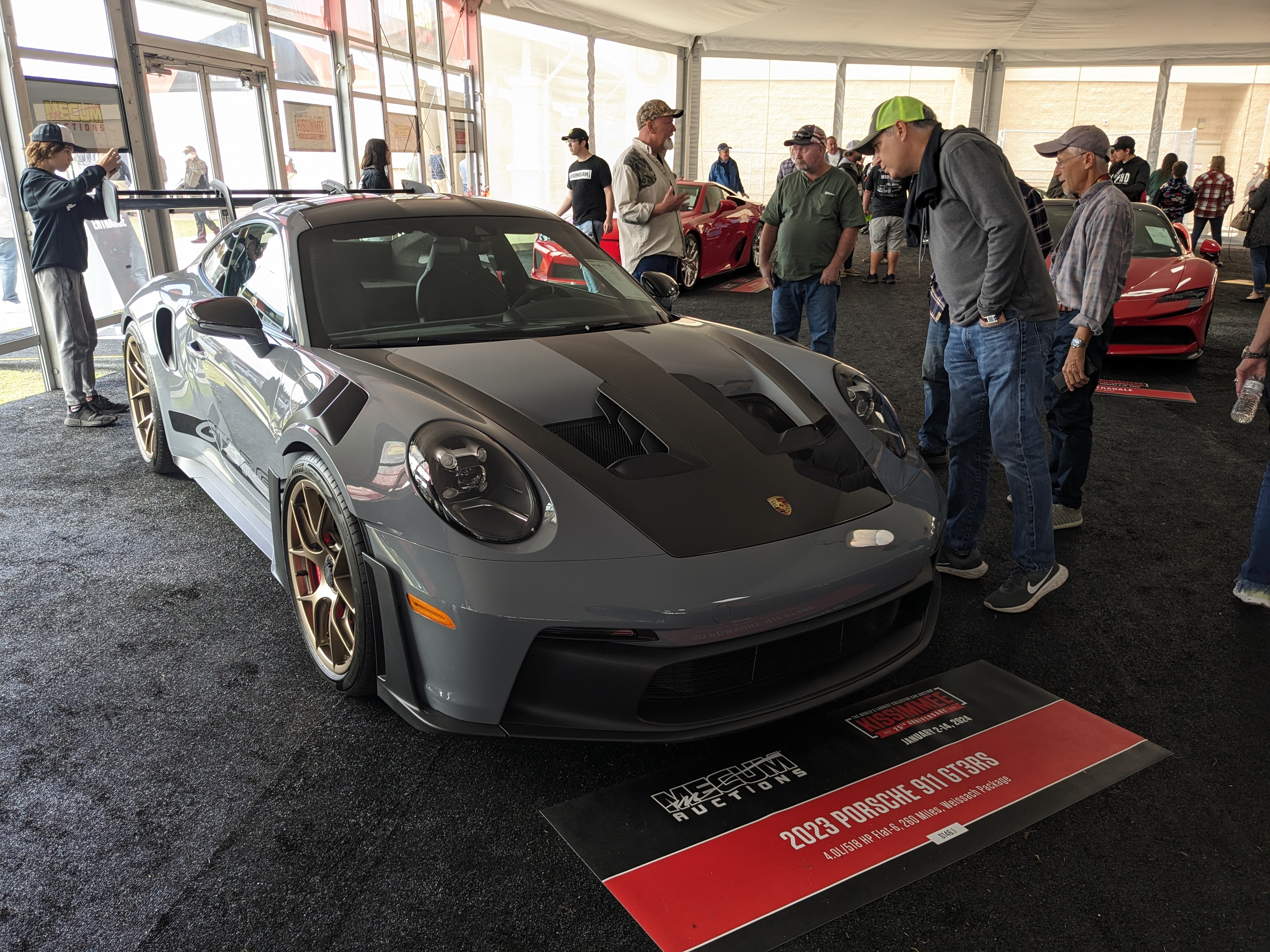

2022年8月、GT3 RSを発表した。フロントフードには、大型のセンターラジエーターを採用。リアには、スワンネックで支えられた大型リアウィングを装備した。ポルシェの量産車で初めて、車両のルーフよりも高い位置にあるリアウィングとなる。高回転志向の4.0リットル水平対向6気筒自然吸気エンジンを搭載。最大出力は525ps。0～100km/h加速3.2秒、最高速296km/hの性能を可能にした。
同年10月13日、ニュルブルクリンク北コースにおいて、6分49秒328のラップタイムを計測したと発表した。
同年10月21日には アメリカ限定の「トリビュートtoカレラRSパッケージ」を発表した。 911カレラRS 2.7（ナナサン・カレラ）の 50周年を記念したパッケージオプションとなり、ボディカラーはホワイトを基調に、パイソングリーンのアクセントを添えた他、専用デザインのテールライトがホワイト＋グリーンのテーマを強調。リアウイング両端のサイドプレートはホワイトで塗装され、パイソングリーンのRSロゴが入る。パイソングリーンの鍛造アルミホイールには、白いピンストライプが添えられる。

## レーシングカー
1998年以来、911 GT3の多くのレースバージョンがレースに参戦している。

### 996 GT3 カップ（1998–2001）

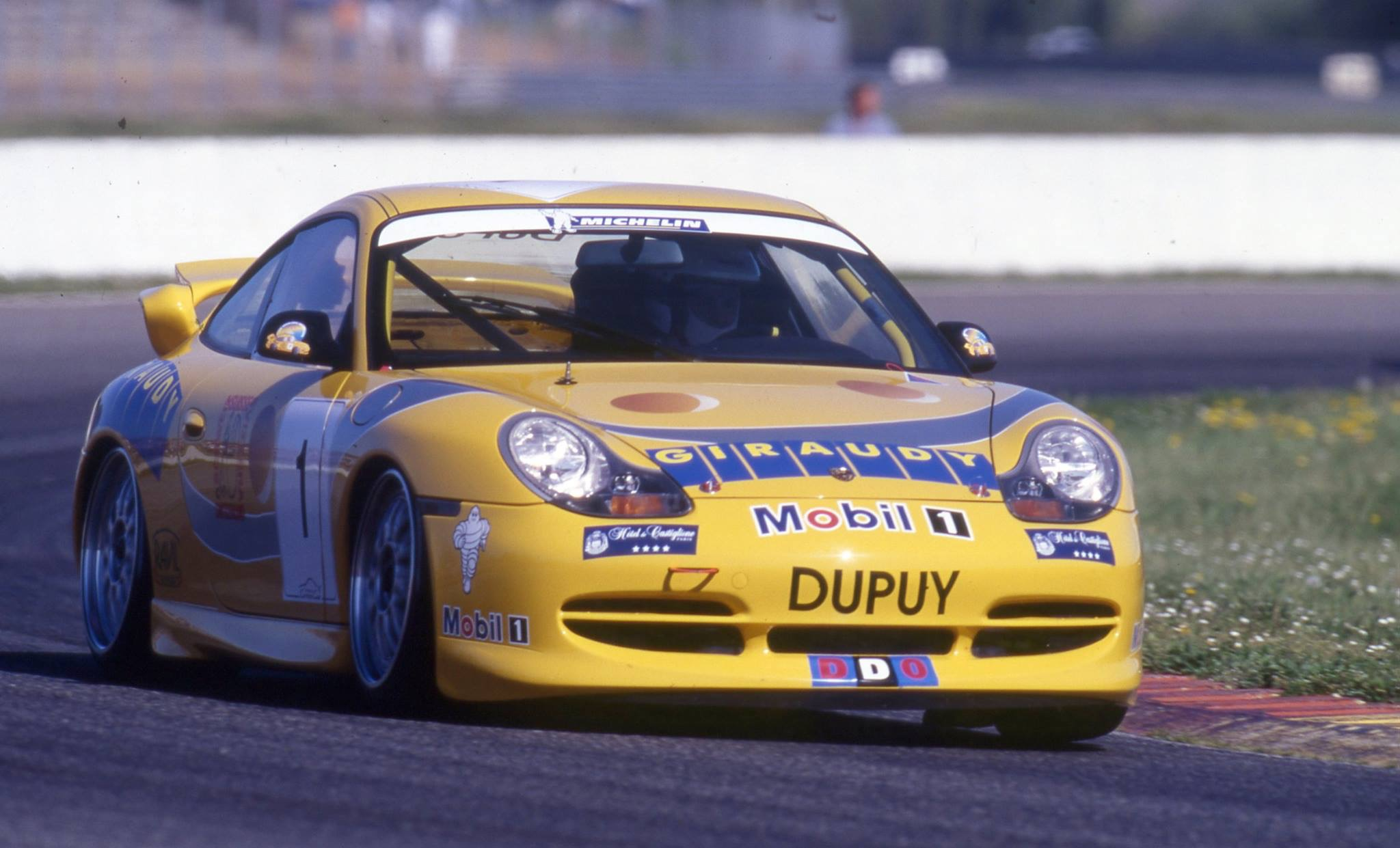
996 GT3 カップ

996 GT3カップは、次の996 GT3ロードカーのベースとして機能し、911 GT1ブロックをベースにした3.6 L（ボア×ストローク：100mm×76.4mm）の水平対向エンジンを搭載し、最大回転数8,000 rpmで定格7,200rpmで265 kW (360 PS; 355 hp)、6,250 rpmで360 N⋅m (266 lbf⋅ft)を発生し、6速マニュアルトランスミッションと組み合わされた。1999年シーズン、エンジン出力は272 kW (370 PS; 365 hp)、6,250rpmで370 N⋅m (273 lbf⋅ft)に増加した。燃料タンク容量は64 Lで、車重は1,140 kg (2,513 lb)。ピレリが提供するスリックタイヤはフロント245/645-18、リア305/645-18、ブレーキディスクは330mmで、ABSが標準だった。車は0-100 km/h (62 mph)4秒で加速できる。最高速度は286 km/h (178 mph)。2001年シーズン、GT3カップはリアウィングの拡大や冷却性能の改善など、空力を変更した。

### 996 GT3 R（1999–2001）

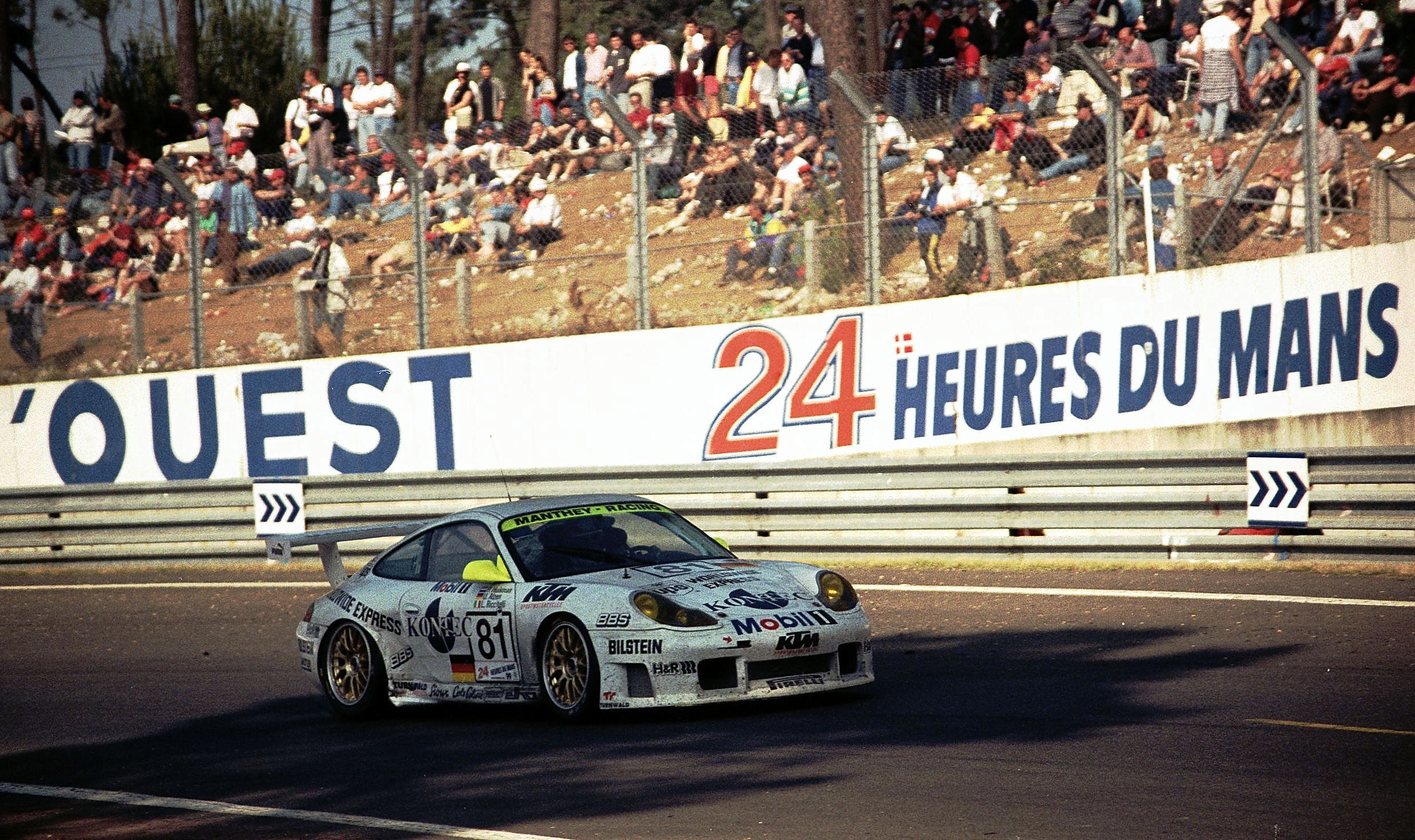
996 GT3 R

996 GT3 Rは、993 RSR及びGT2の後継として1999年に導入された。導入前はヴァイサッハとポール・リカールで広範囲にテストされた。GT3ロードカーよりも軽量化の為、カーボンファイバー製のボディパネルとプレキシガラス製のリアとサイドウィンドウとなった。フロントノーズセクションには、エンジンとブレーキ冷却の為、追加の吸気口が含まれた。スチール製のロールケージがボディに溶接され、車にはエアジャッキシステム、消火器、安全ハーネス付きのレーシングシートが取り付けられた。
サスペンションは原則としてGT3ロードカーと似ていたが、可変スプリング、調整可能なショック、アンチロールバー、球形ジョイントを備える。車はトラックごとに正確にセットアップできる。大型ブレーキディスク（標準仕様：フロント350mm、リア330mm）を装着。またル・マン GTクラスでは許可されていなかった為、ABSは装着していない。
3.6リッターエンジン（タイプM96 / 77）は、43.1mmのエアリストリクターを装着した場合、8,200rpmで302 kW (411 PS; 405 hp)を発生し、クラスの規制に適合した。エンジンには、ボッシュ Motronic3.1エンジン管理システムが搭載された。その他のエンジンの変更には、チタン製のコンロッドとバルブ、レーシングエキゾーストシステム、油水熱交換器によるドライサンプ潤滑が含まれる。また6速シーケンシャルマニュアルトランスミッションを搭載した。GT3 Rの注目すべき勝利には、1999年と2000年のル・マン24時間レースでのクラス優勝がある（2000年はチーム・タイサンがLMGTクラス優勝）。

### 996 GT3 RS（2001-2004）

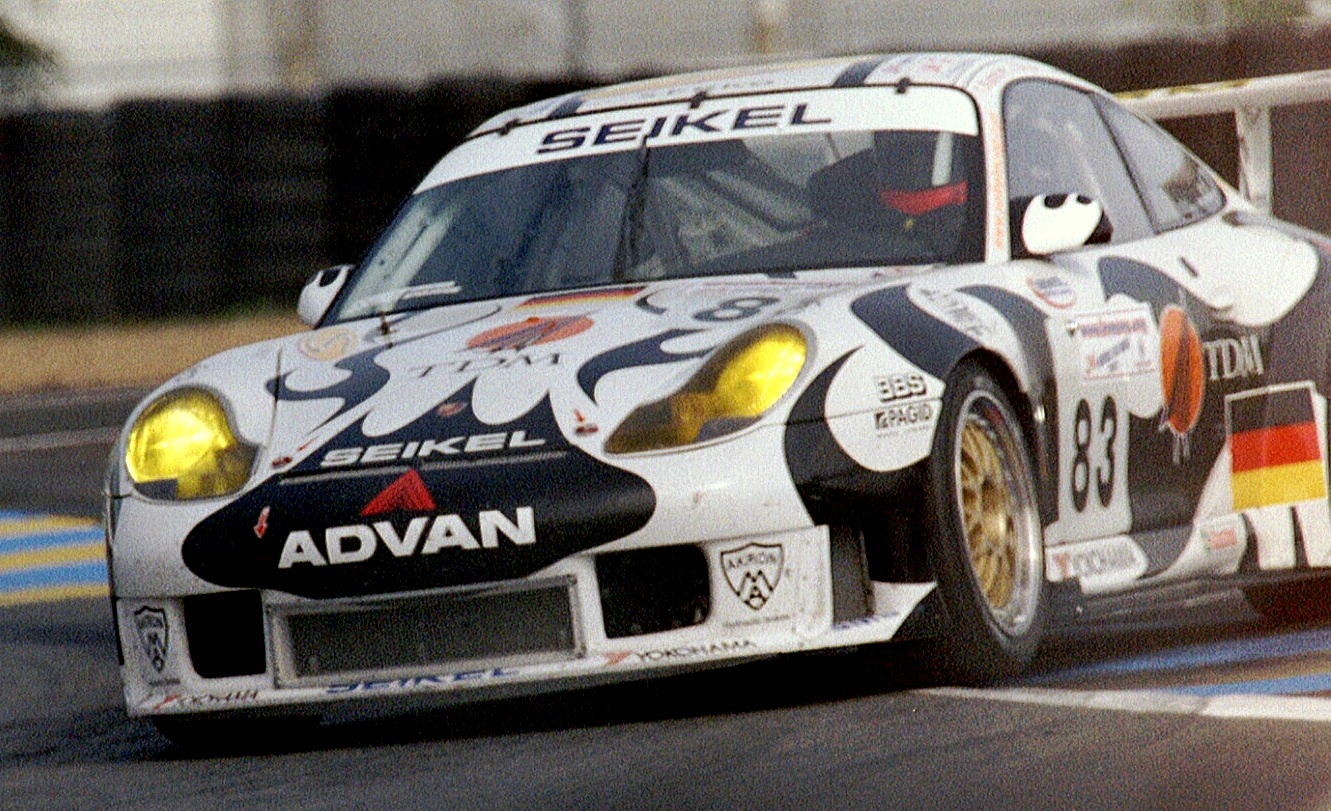
996 GT3 RS

2001年に改良された996 GT3 RSは、2003年にデイトナ24時間レースで、スポーツプロトタイプカーを抑えて総合優勝。同年のスパ24時間レースではパワー差のあるGT1クラスの全車を抑えて総合優勝した。

### 996 GT3 カップ（2002–2004）
2002年、GT3カップはいくつかの変更を受け、ターボスタイルのヘッドライトなどの外装の変更をした。新ボディは空力と冷却を大幅に改善した。エンジン出力が280 kW (381 PS; 375 hp)、380 N⋅m (280 lbf⋅ft)に増加した。さらなる変更にトランスミッション冷却の改善、排気システムの軽量化、車全体でその他の軽量化が含まれる。ミシュランが提供するスリックタイヤは、フロントが24/64-18、リアが27/68-18だった。フロントブレーキディスクが直径350mmに増加、6ピストンキャリパーだった。乾燥重量は1,140 kg (2,513 lb)のままだった。

2004年シーズンには、車はさらにアップグレードされた。エンジン出力はわずかに増加し、7,200rpmで287 kW (390 PS; 385 hp)、6,500rpmで390 N⋅m (288 lbf⋅ft)になった。4速、5速、6速のギア比を短くした。89 Lの燃料タンクは耐久レースでの性能を向上させた。HANSデバイスを使用できるよう、内部に変更が加えられた。

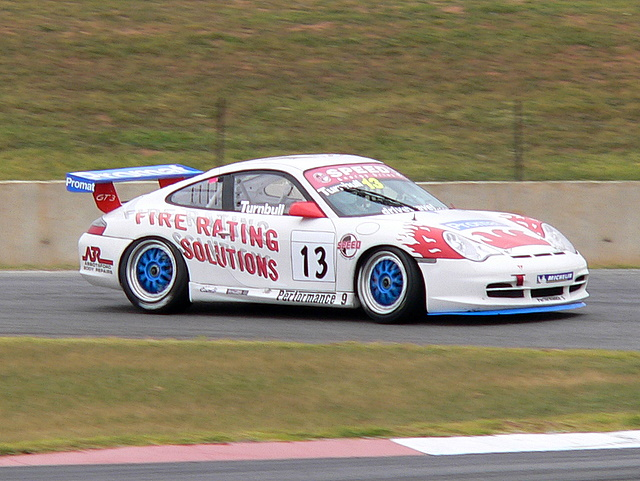
ポルシェ・911 GT3カップ（996）フロント
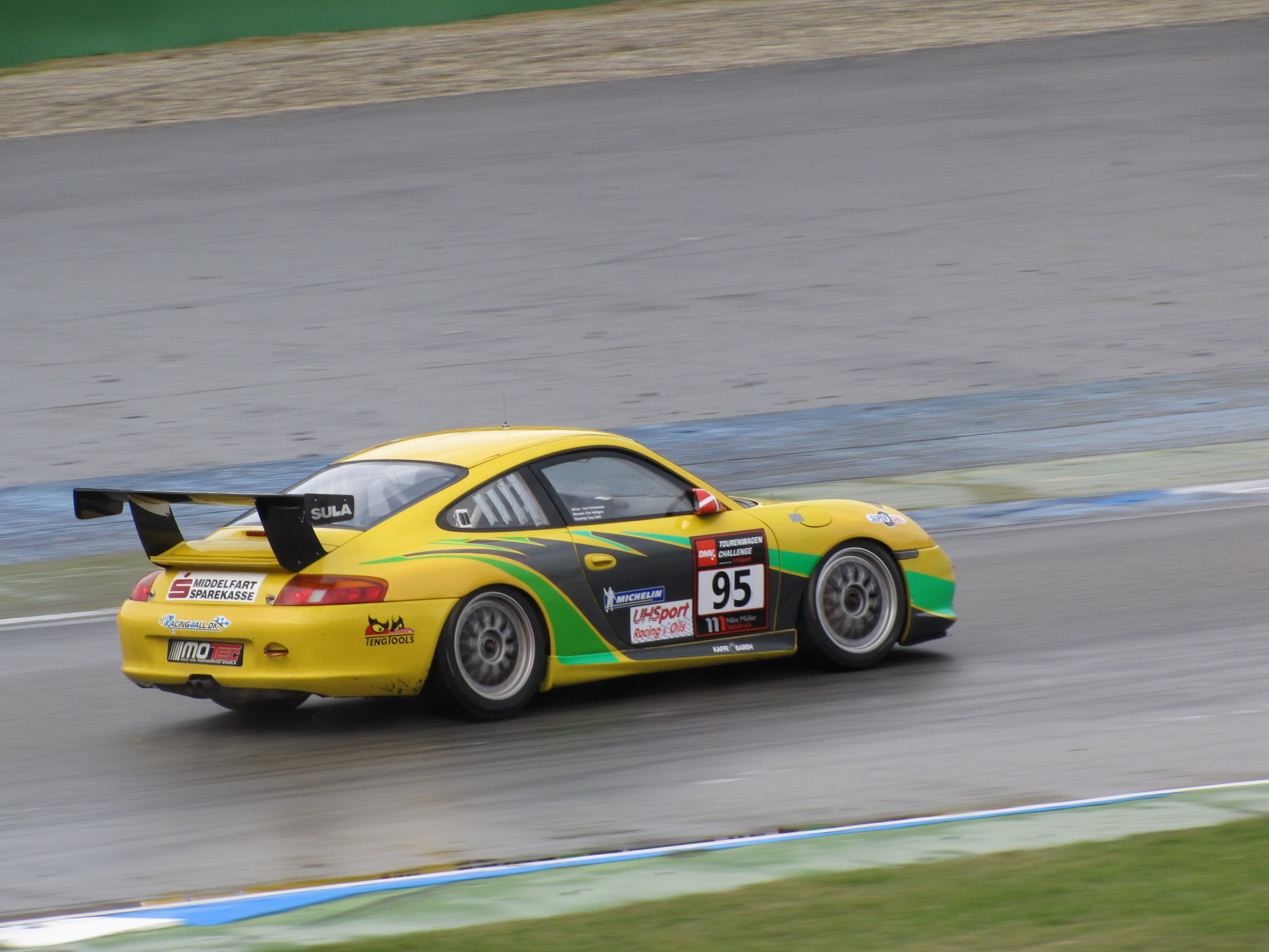
ポルシェ・911 GT3カップ（996）リア

### 997 GT3 カップ（2005–2008）
997カップの3.6リッターエンジンは定格7,000rpmで294 kW (400 PS; 394 hp)、6,500 rpmで400 N⋅m (295 lbf⋅ft)。6速シーケンシャルに組み合わされた。997は、ドア、リアボディパネル、エンジンデッキリッド、リアウィングなど、大幅に改善された空力と軽量のCFRPパーツを備える。サスペンションのパーツはGT3 RSRから採用。ブレーキディスクは直径フロント380mm、リア350mm。4つのコントロール設定を備えたABSが標準装備される。

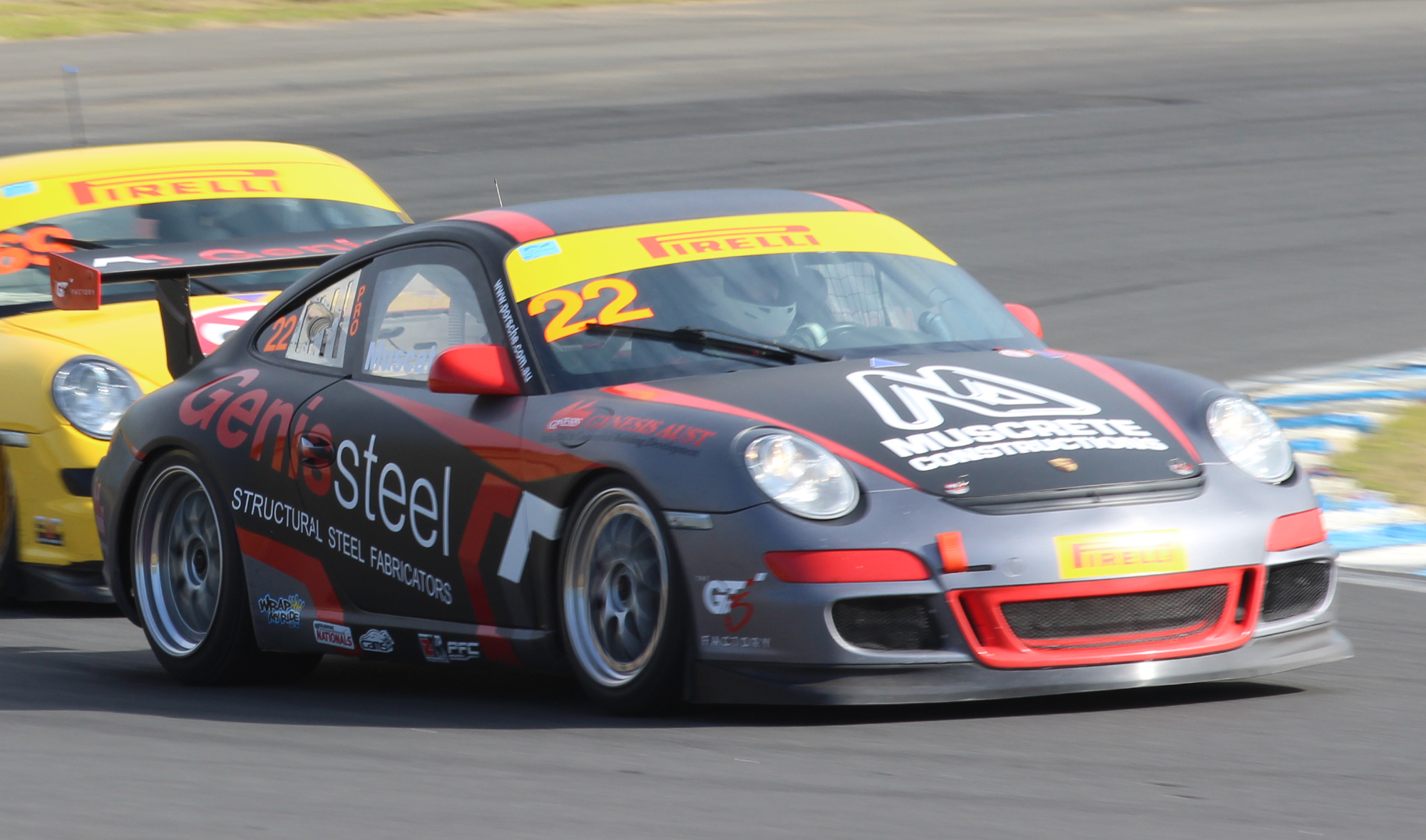
ポルシェ・911 GT3カップ（997）フロント
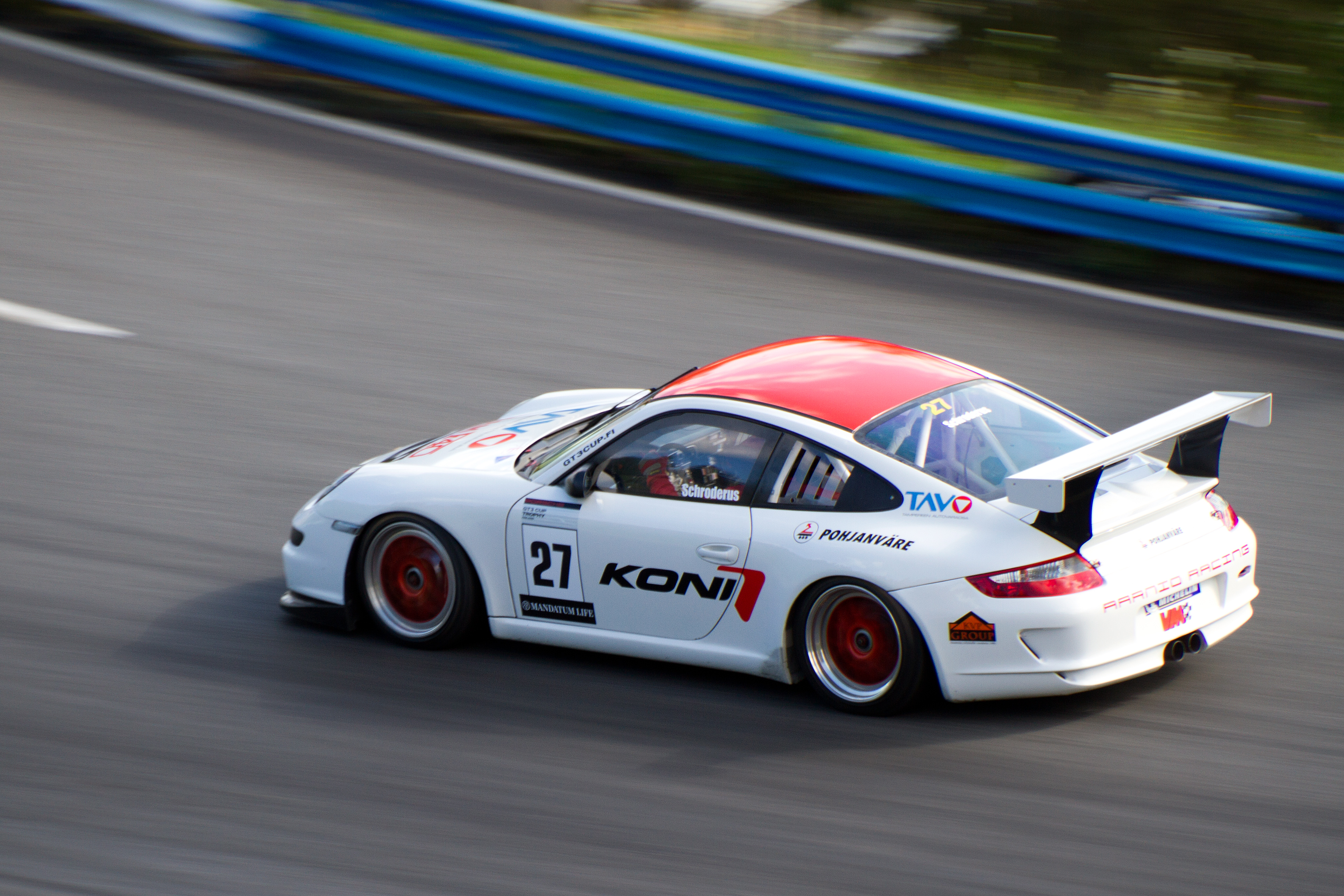
ポルシェ・911 GT3カップ（997）リア

### 997 GT3 カップS（2008–2010）
GT3に代わり、GT3 RSロードカーに基づいてホモロゲーションされ、国際的なFIA GT3車両となった。GT3 RSRからサスペンション部品を採用。

### 997 GT3 カップ3.8（2009–2013）
2009年、フランクフルトモーターショーで発表されたGT3カップは、出力7,500rpmで331 kW (450 PS; 444 hp)および8,500rpmがレッドラインの新型3.8 Lエンジンを搭載している。さらなる変更には44 mm (1.7 in)広い後部ボディ、15 mm (0.59 in)低いフロントリップスポイラー、1.70 m (67 in)の911GT3カップSから採用された拡大リアウィング、新しいLEDテールライトと、変更されたレーシングエキゾーストシステム。フロント9.5Jx18合金ホイールと、24/64-18タイヤ、リア12Jx18合金ホイールと27/68-18のミシュランレーシングタイヤを備える。トラックコントロールアームの追加のユニバルジョイント、それぞれ7つの位置設定を備えたフロントとリアの剣型アンチロールバー、フロントリッド上部に追加のベント、6つのスイッチを備えたステアリングホイールに取り付けられた情報ディスプレイなど。車重は1,160 kg (2,557 lb) 。
その年にデリバリーが始まり、欧州モデルの基本希望小売価格は149,850ユーロ（税抜き）だった。

### 997 GT3 R（2010–2013）

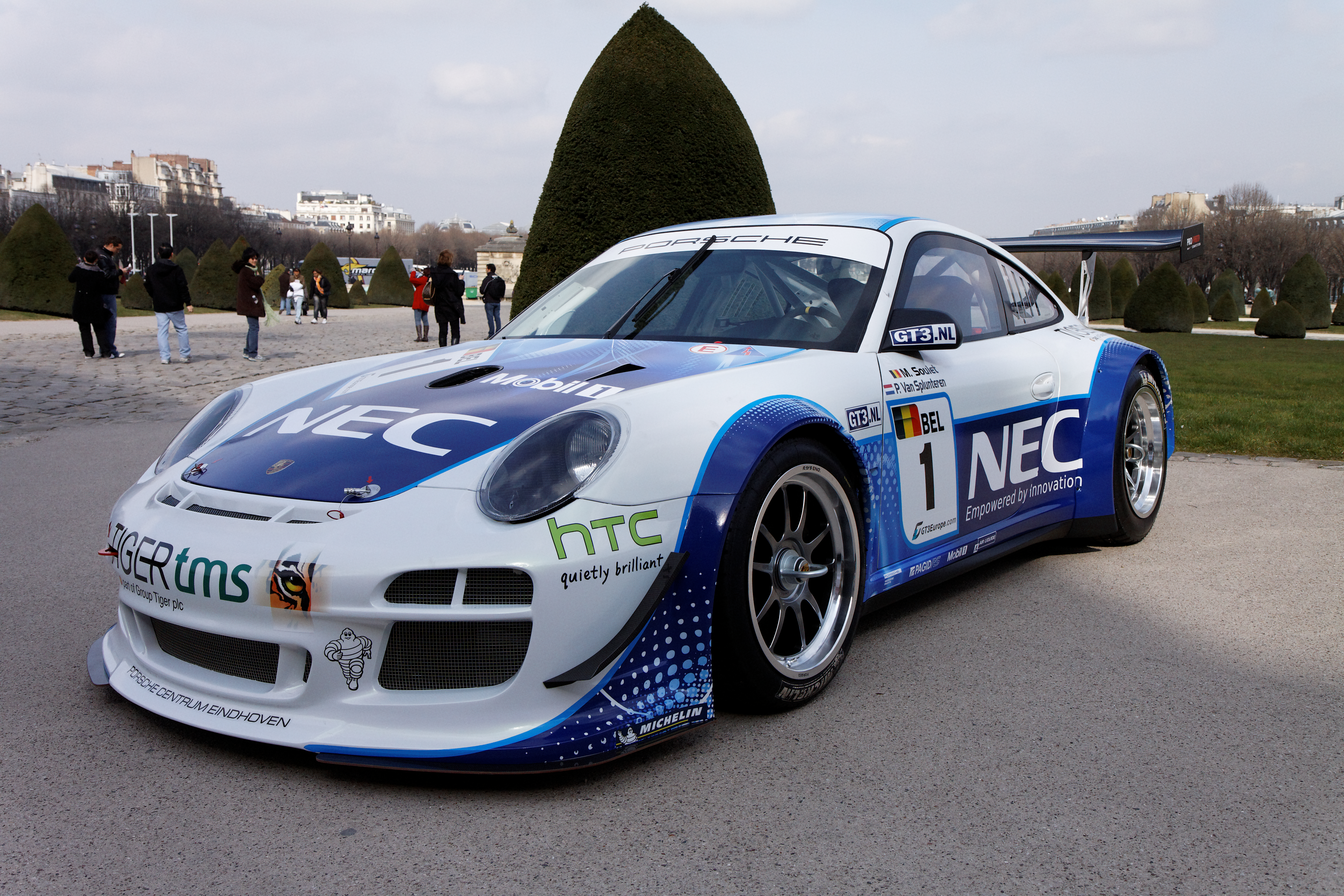
997 GT3 R

GT3カップSからの置き換えで、FIA GT3規定でゼロから構築されたGT3 Rは、4.0リッター 368 kW (500 PS; 493 hp)のボクサーエンジン、6速シーケンシャルトランスミッション、スロットルブリップ機能、ABS、トラクションコントロールを備える。基本希望小売価格は279,000ユーロ（税抜き）だった。
2013年、ポルシェは車両を大幅に変更し、空力を変更、トラック、ホイールベース、タイヤ幅を数センチ拡大した。エボ変換キットが45,500ユーロ（税抜き）で提供された。

### 997 GT3 R ハイブリッド（2010–2011）

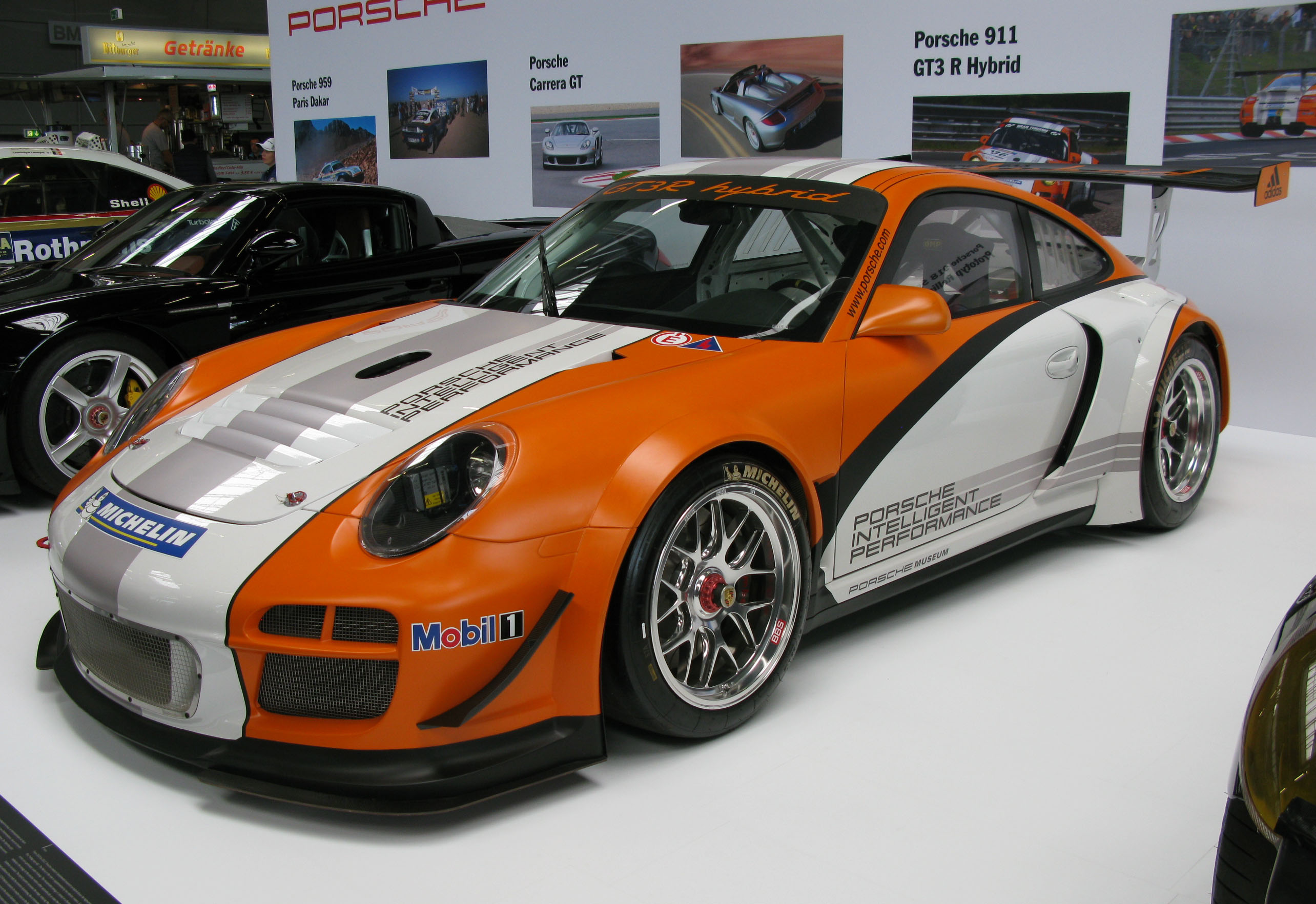
997 GT3 R ハイブリッド

997 GT3 R ハイブリッドは、2010年ジュネーブモーターショーでデビューした。車に搭載されているハイブリッド技術は、ウィリアムズF1チームによって開発され、F1の運動エネルギー回生システム（KERS）に基づいている。 F1用に開発された他のKERSとは異なり、ウィリアムズシステムは、バッテリーではなくフライホイールに蓄えられた運動エネルギーを使用する。GT3 Rには2つの電気モーターがあり、合計出力が最大120 kW (163 PS; 161 hp)で前輪を駆動して、後部の373 kW (507 PS; 500 hp)4.0 L平対向6気筒エンジンを補う。車は2010年ニュルブルクリンク24時間レースにエントリーされた。 24時間レースへの準備の一環として、GT3 Rハイブリッドは2010年3月27日にニュルブルクリンクで開催されたVLN4時間耐久でレースデビューを果たした。2011年5月28日、VLNレースで初優勝した。 2011年のニュルブルクリンク24時間レースでは、ウェイト/リストリクターのペナルティとメカニカルトラブルにより27位だった。また、2011年アメリカン・ル・マン・シリーズ第8戦ラグナセカでもクラス外マシンとして参戦し、10位に入った。

### 991 GT3 カップ（2013–2017）

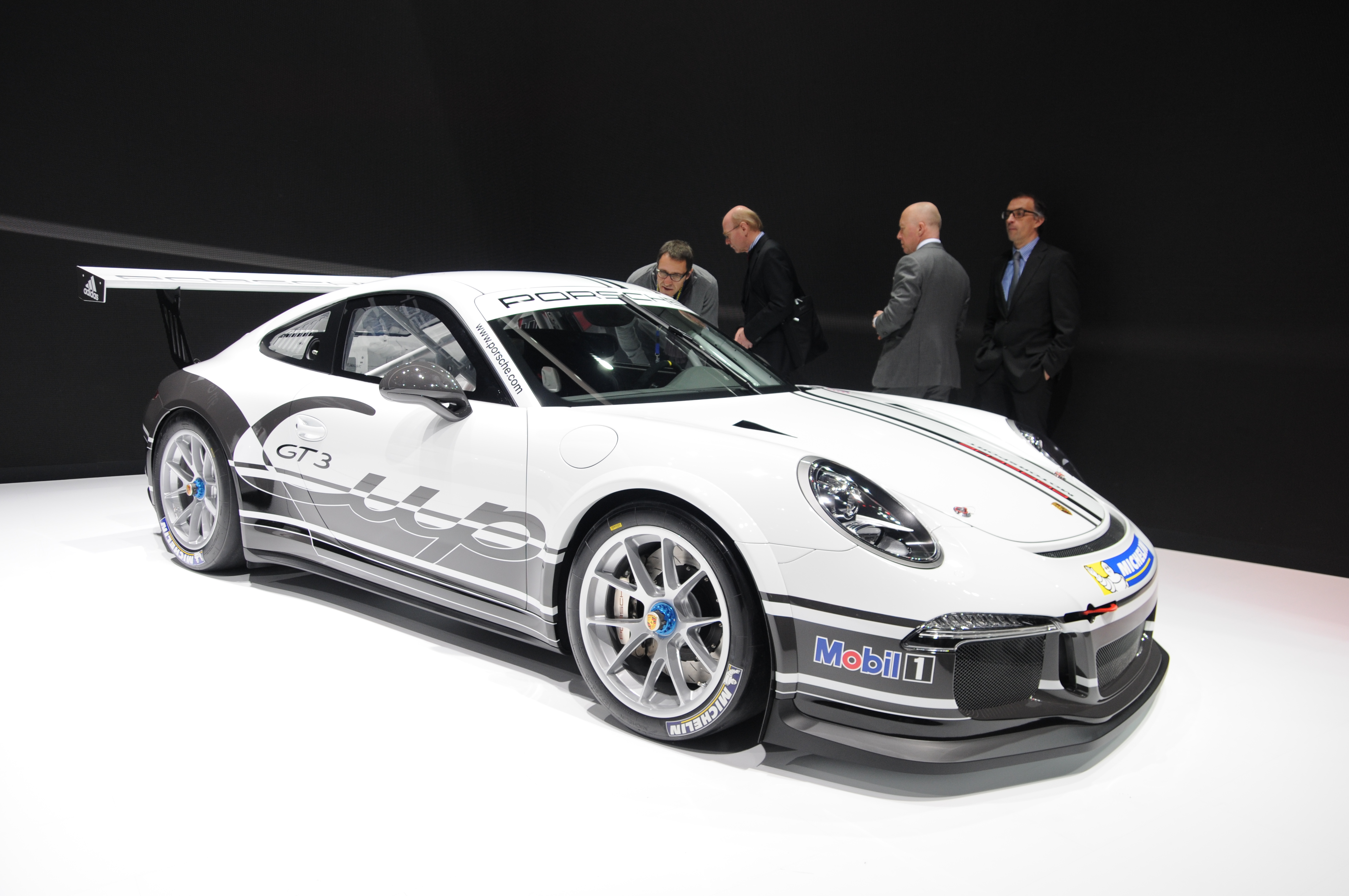
991 GT3 カップ

ポルシェは、991 GT3をベースに、2013年ポルシェスーパーカップシーズンに991 GT3カップを発表した。991 GT3ロードカーと同様に、997モデルからの改良点には、改良された空力、改良されたロールケージ、新しいホイール、改良されたシャーシが含まれる。直噴3.8 L平対向6気筒エンジンは定格8500rpmで338 kW (453 hp)。機械的なリミテッドスリップデファレンシャルを介して後輪を駆動する。トランスミッションには、トラック用に特別に開発された空気圧で作動する6速パドルシフトが含まれる。軽量素材を使用し、フルロールケージ、レーシングシート、競技に必要なすべての安全装備を備え、車重は1,175 kg (2,590 lb)。

### 991 GT アメリカ（2014-2015）

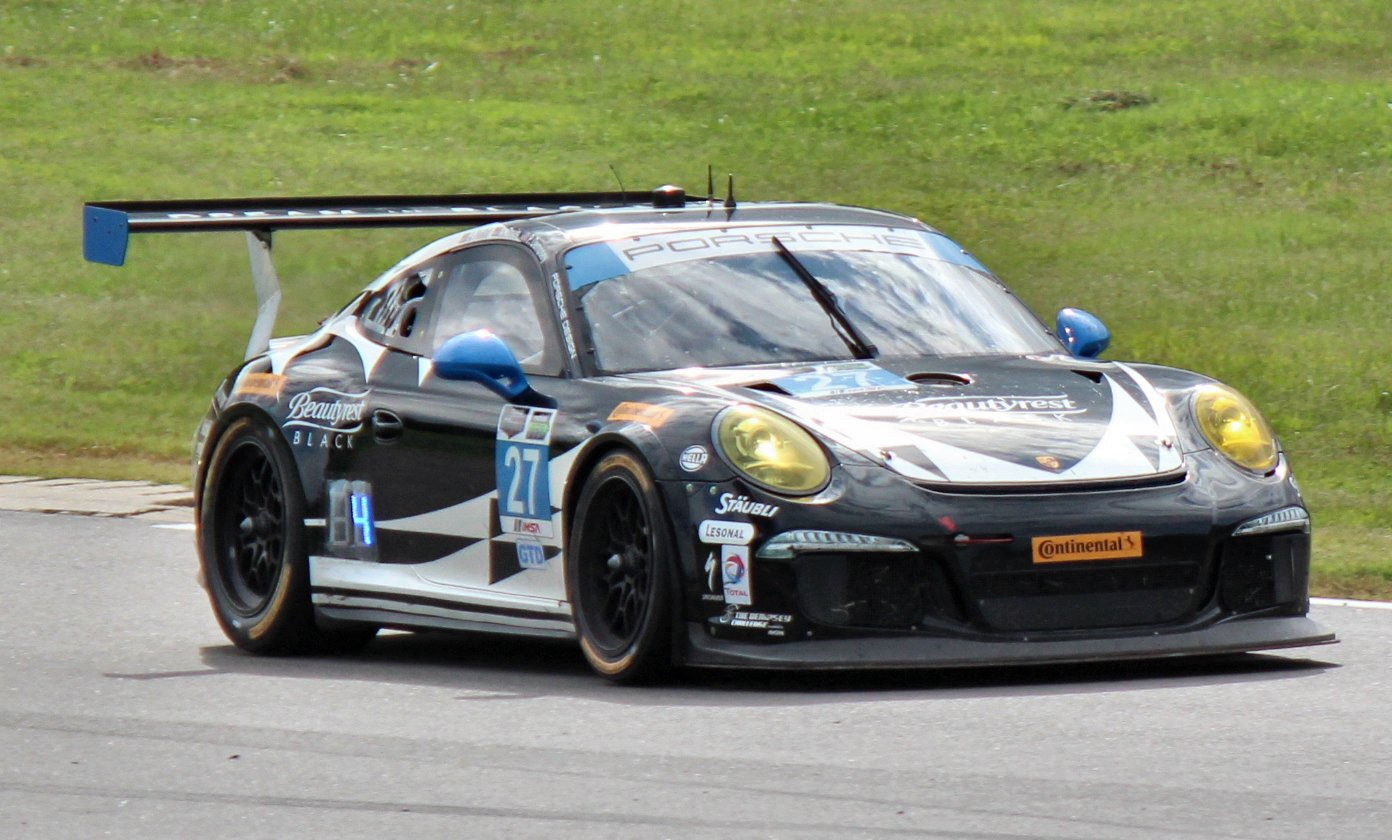
911 GT アメリカ

ポルシェは、911 GT アメリカの名で、ユナイテッド・スポーツカー選手権用にGT3カップカーのバリエーションモデルを発表した。この車は、シリーズのグランドツーリング・デイトナ（GTD）カテゴリー専用に公認された。通常のカップカーからのアップグレードには、改善された空力、より大きな4.0L水平対向6気筒エンジン、新型ギアボックス、異なるセーフティセル、新型ブレーキ、耐久レース用に信頼性のアップグレードがされた。シリーズからは2015年限りで、カップカーは廃止された。

### 991 GT3 R（2016–2018）

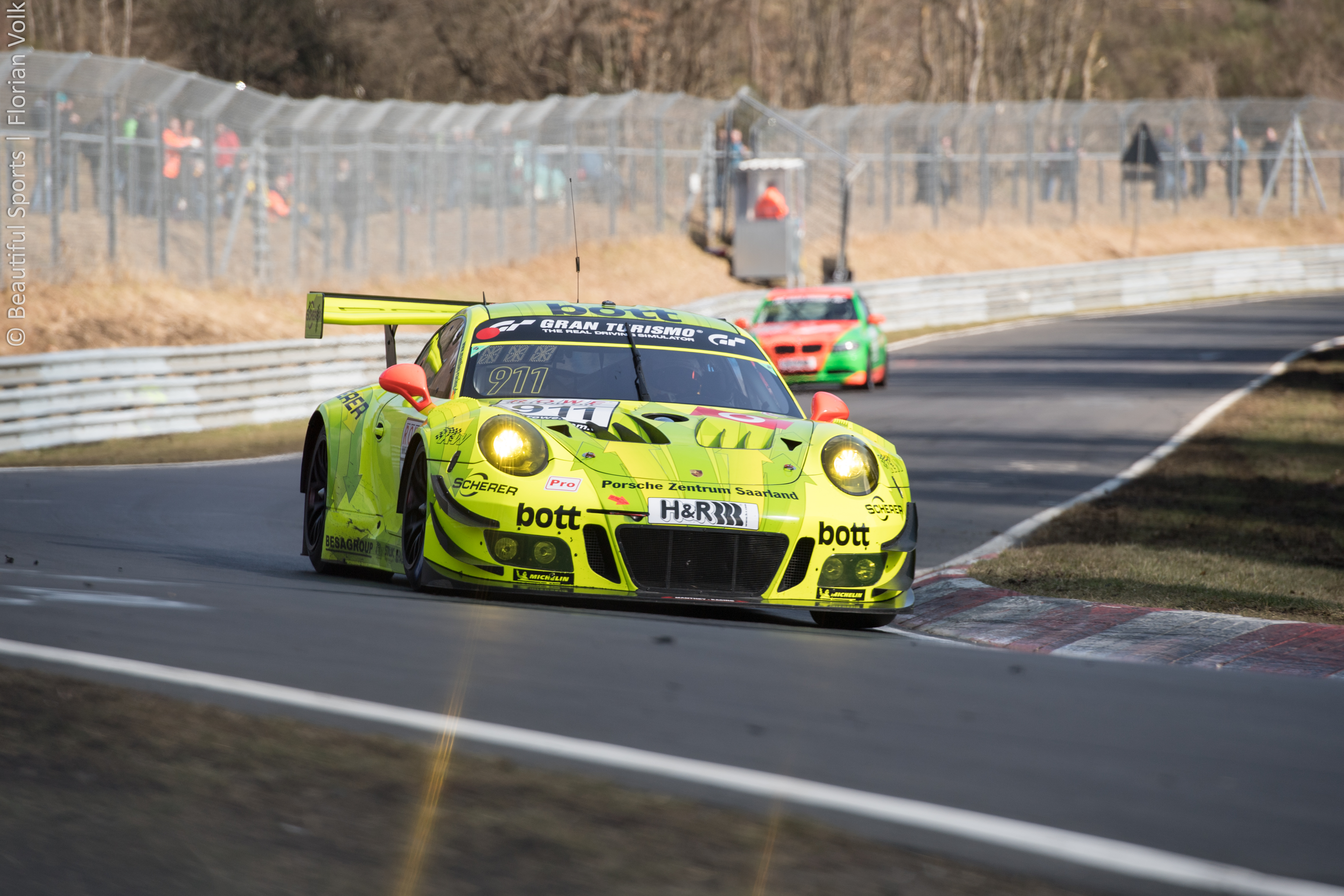
991 GT3 R

2015年5月、ポルシェは2016年以降にグループGT3で参戦の為、設計されたカスタマーレースカーである、991 GT3 Rを発表した。この車は991 GT3 RSロードカーに基づいて公認されており、定格373 kW (507 PS; 500 hp)の量産車の4.0リッター水平対向6気筒エンジンを使用している。6速パドルシフトシーケンシャルギアボックスを搭載する。GT3 Rは、ダブルバブルルーフと、8.3cm延長されたホイールベースを採用。また、ルーフ、フロントカバーとフェアリング、ホイールアーチ、ドア、サイドセクションとテールセクション、リアカバーにCFRPを使用して、先代GT3Rと比較して重心位置を大幅に最適化した。初となるフロントガラスを含むすべての窓を重量を削減する為、ポリカーボネートで作られた。FIA付録Jに準拠した統合（溶接）ロールケージ、安全燃料タンク（約120リットル、FIA規制に準拠した燃料遮断安全弁付き）、取り外し可能なルーフエスケープハッチ、エアジャッキシステムなどがある。車重は1,220 kg (2,690 lb) 。991 GT3 Rは、911 RSRのフロントラジエーターのコンセプトを採用している。サイドラジエーターを排除することで、重心位置を改善し、衝突によるダメージからラジエーターを保護し、フロントカバーのルーバーから熱気の排出を強化する。2メートル幅のリアウィングは空力バランスを提供し、フロントフェアリングの特徴的なホイールアーチエアベントはフロントアクスルのダウンフォースを増加させる。GT3 Rのフロントストラット式サスペンションとリアマルチリンク式サスペンションは、高さ、キャンバー、トーを調整可能で、両端に調整可能なアンチロールバーブレードがある。すべてのホイールハブには、センターロックホイールナットが付属している。フロントアクスルとリアアクスルには2つの別々のブレーキ回路がある。ブレーキバランスバーシステムを介してドライバーが調整可能。フロントブレーキは、380mmディスクの6ピストンアルミニウムモノブロックキャリパーで構成される。後部は372mmディスクの4ピストンである。

### 991 GT3 カップ（2017–2020）

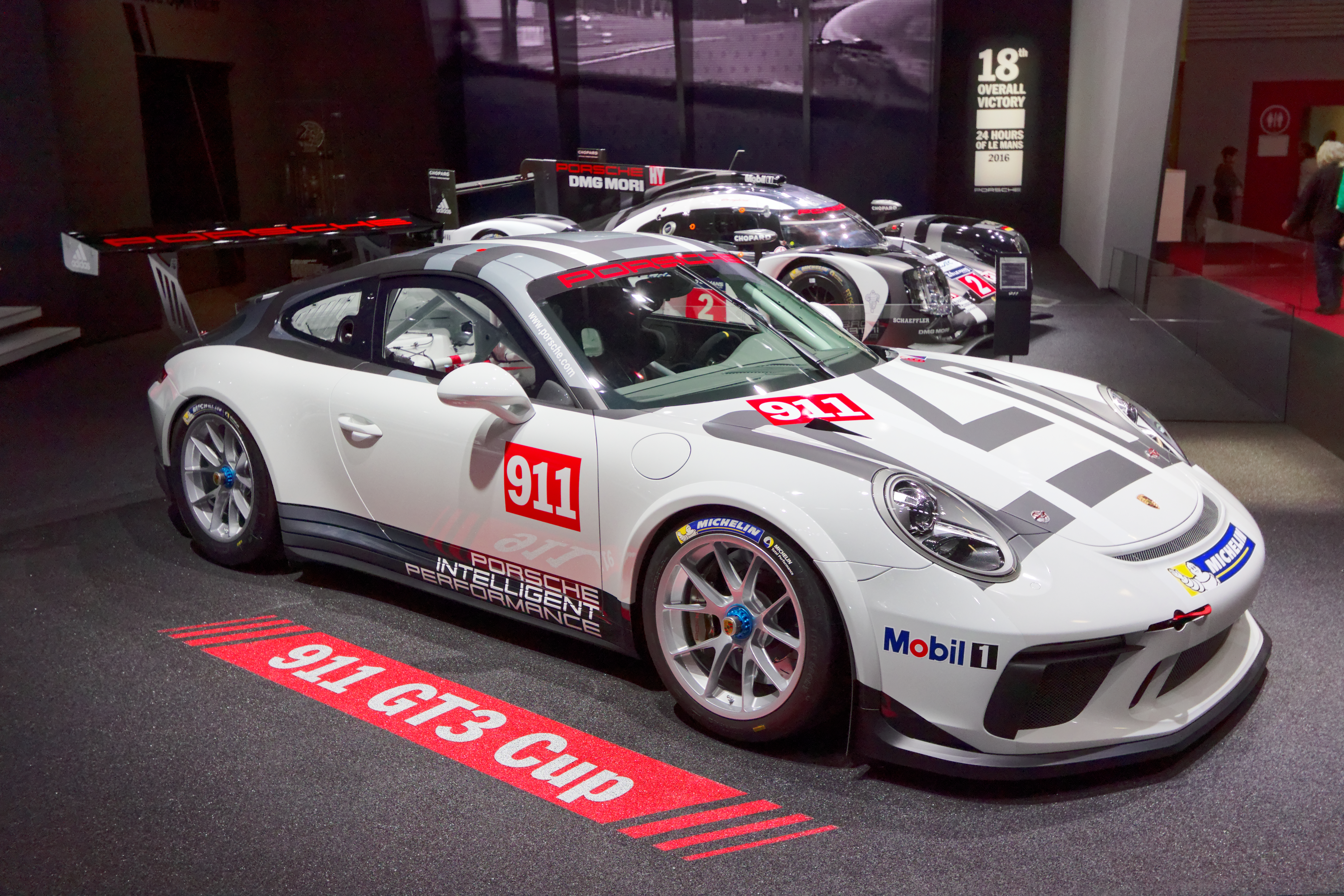
991 GT3 カップ

2016年のパリモーターショーで発表された、2017年911 GT3カップは、991.2 GT3をベースにしている。改良点には、定格357 kW (485 PS; 479 hp)の4.0 L水平対向6気筒エンジンが含まれる。改善された空力と屋根に拡大されたエスケープハッチがある。GT3カップの価格は税抜きで189,900ユーロ。

### 991 GT3 R（2019–2022）

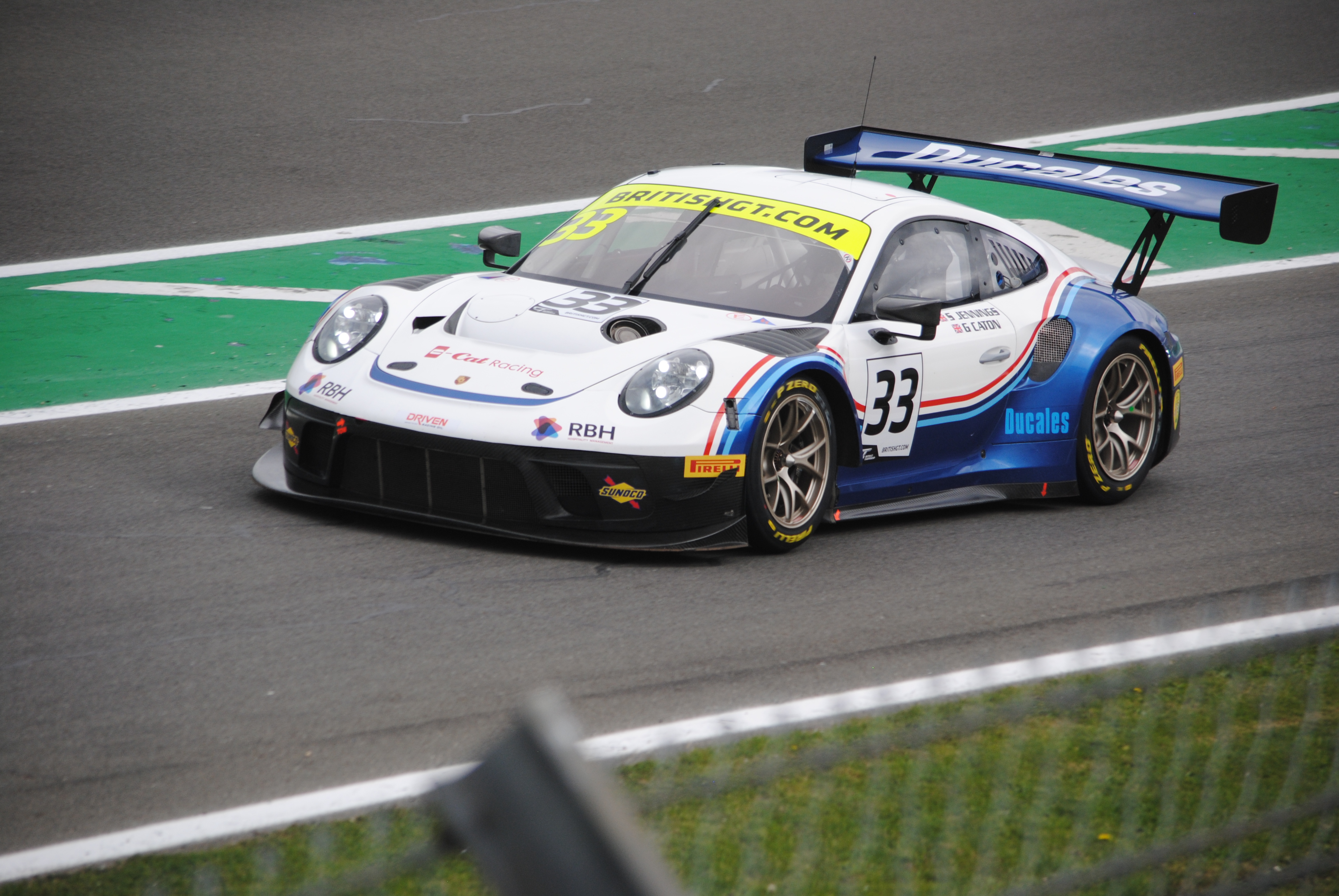
991 GT3 R

2018年5月、ポルシェは991.2 GT3RSをベースにした、新型911 GT3 Rを発表した。これは2019年シーズンに、カスタマーチームが利用できる。出力405 kW (551 PS; 543 hp) 4.0 L水平対向6気筒エンジンは、GT3、GT3 RSストリートカー、GT3カップ、RSRレースカーで使用されているユニットとほぼ同じ。改良点としては、より効率的なエアロ用の大型ディフューザー、RSRから採用されたフロントダブルウィッシュボーン式サスペンション、新たにアライメント無しでセットアップを変更できるシムシステム、大型のフロントタイヤ、クラッチペダルの取り外しを可能にする電気油圧作動式クラッチ、燃料タンクにはサーキットレイアウトに応じて車両の左または右から燃料補充ができる。リアビューカメラと衝突回避システム、可動ペダルボックス付きの固定シート、安全性を向上させる為にドアに配置されたエネルギー衝撃吸収素材と初めてエアコンが搭載された。GT3 Rの価格は税抜きで459,000ユーロ。

### 992 GT3 カップ（2021–）
2020年12月12日に発表された992 GT3カップは、出力8,400rpmで375 kW (510 PS; 503 bhp)、6,150 rpmで470 N⋅m (347 lbf⋅ft)、レッドライン8,750rpmの4.0 L水平対向6気筒エンジンが搭載される。ボディは初となるターボスペックのボディでワイド化され、70％アルミと30％スチールで構成されており、車重を約1,260kgに抑えることができた。車内には、新型レーシングシート、新型カーボンステアリングホイール、データと情報用に新型の10.3インチスクリーンがある。911 GT3カップの価格は、税抜きで225,000ユーロ（267,165米ドル）。

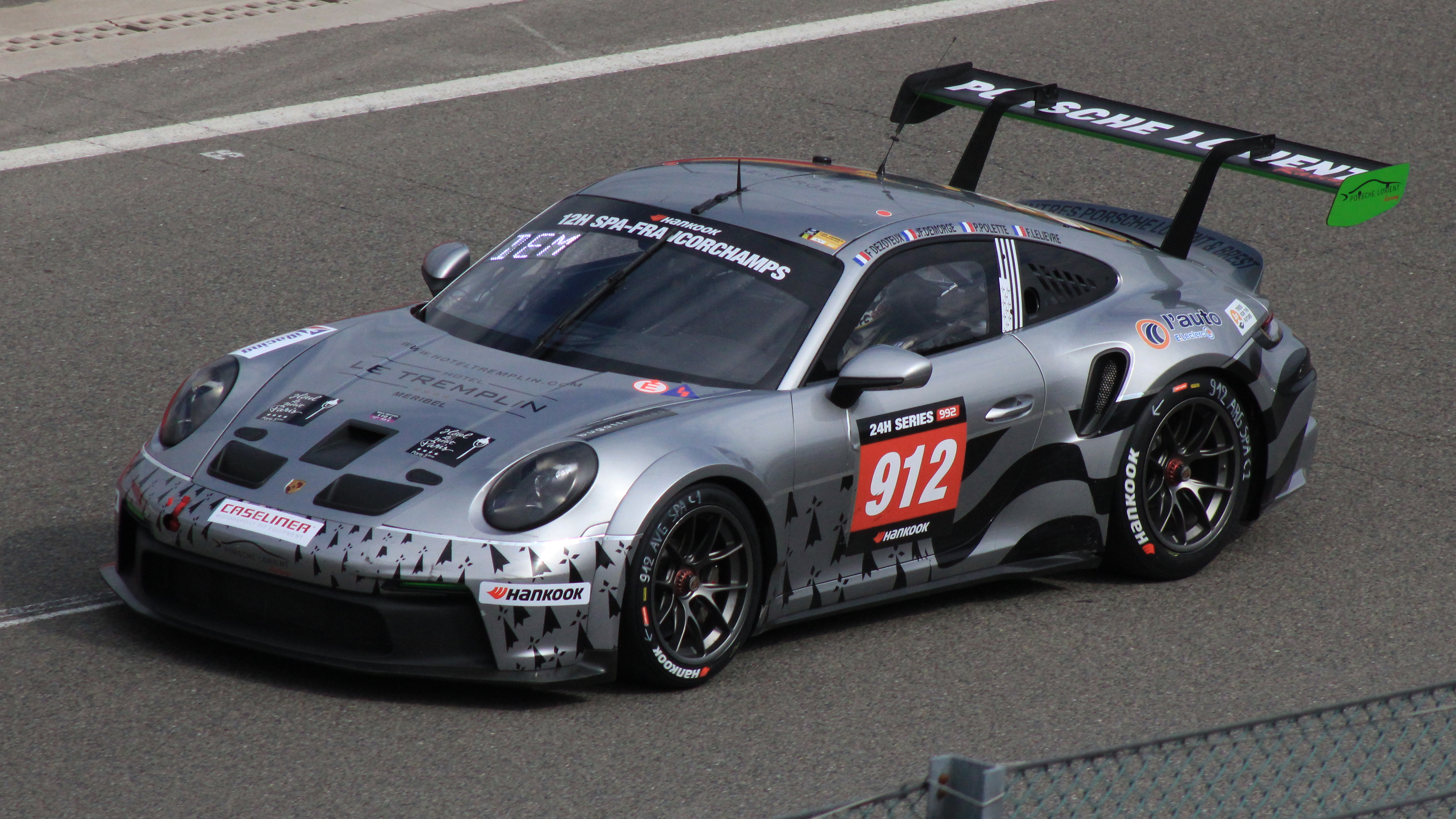
ポルシェ・911 GT3カップ（992）フロント
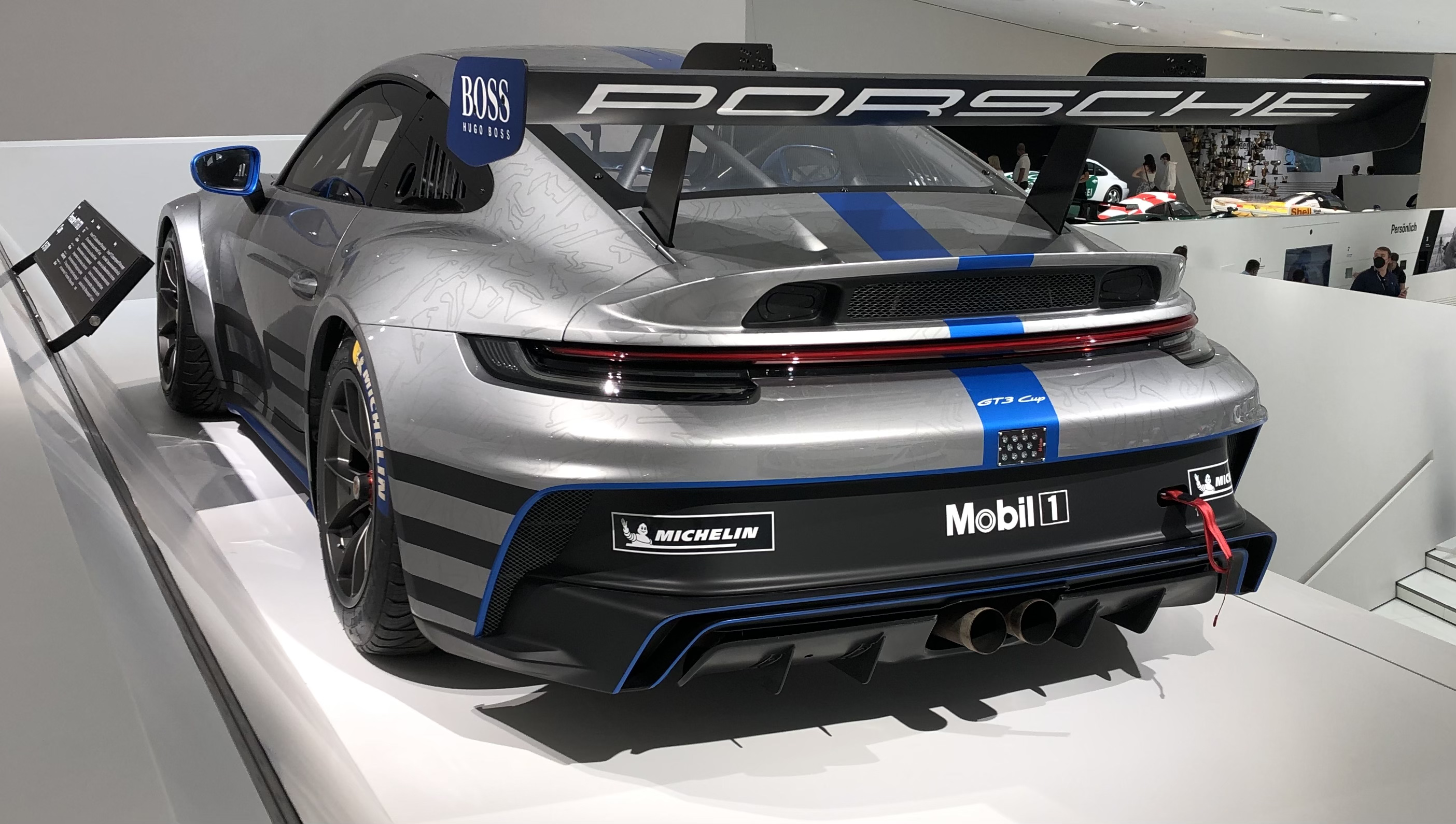
ポルシェ・911 GT3カップ（992）リア

### 992 GT3 R（2023–）

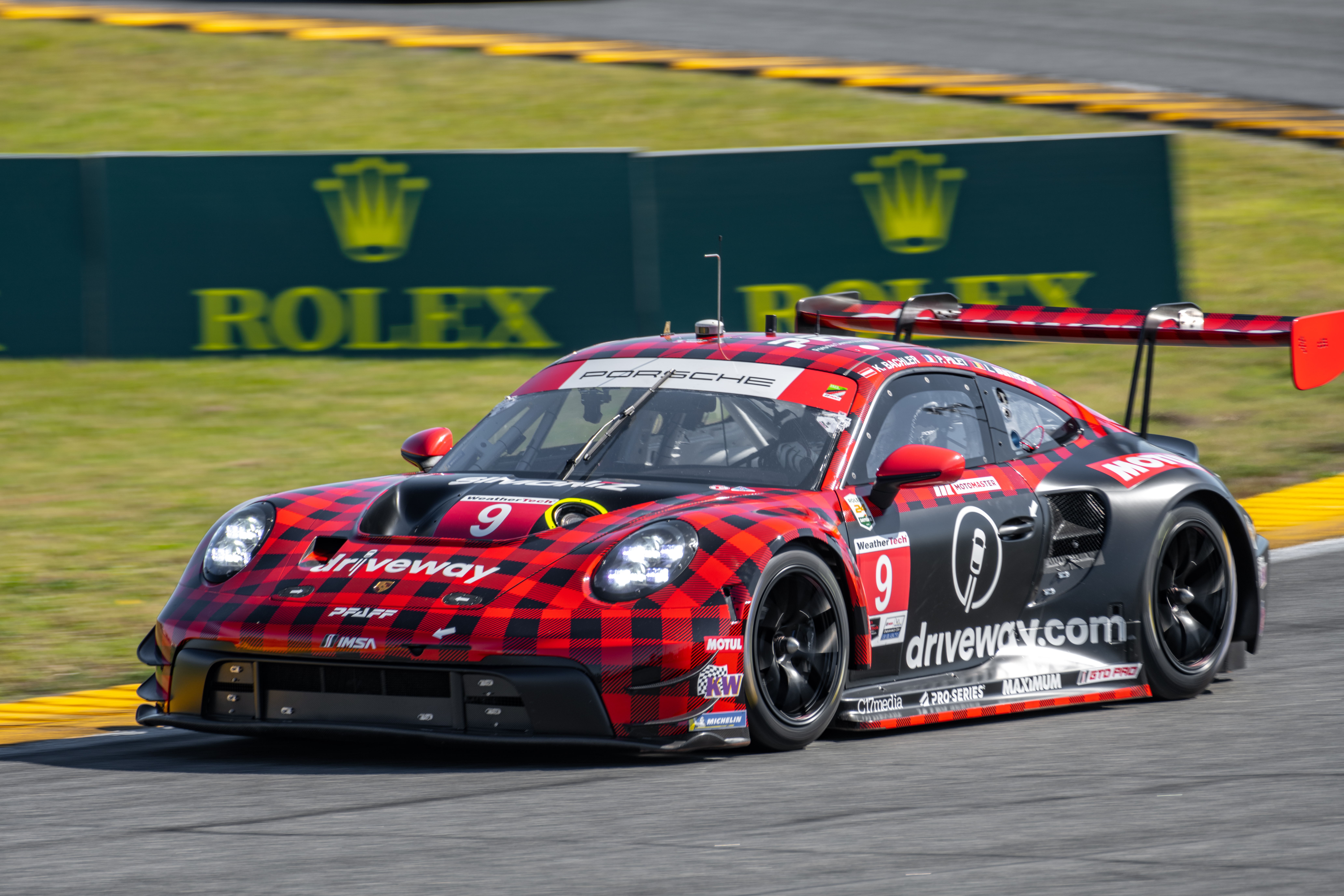
992 GT3 R

2022年7月、ポルシェは992 GT3をベースにした、新型911 GT3 Rを発表した。992 GT3 Rの排気量は3997ccから4194ccに5％拡大した。これにより、エンジンの最大出力は565psにまで高められている。フロントとリアのリッド、ドア、サイドパネルなど、ほぼすべてのボディコンポーネントが軽量なカーボン製。リアウイングとルーフ、ホイールアーチはアラミド繊維製とした。新型のサスペンションは、911 RSRから多くが流用され、フロントはダブルウィッシュボーン、リアはマルチリンク。セットアップの変更は「シム」で行う。ホイールベースは2459mmから2507mmに延長された。アルミ製モノブロックレーシングブレーキキャリパーに加えて、ブレーキディスクもAP製とした。スチール製ディスクの直径は、フロントが390mm、リアが370mm。キャリパーは、フロントが6ピストン、リアが4 ピストン。新型ステアリングホイール、10.3インチのディスプレイ、LEDヘッドライトも採用されている。

## レース活動
数々のクラス優勝とは別に、911 GT3は主要なレースで総合優勝した。
- 2000年、2006年、2007年、2008年、2009年、2011年、2018年、2021年のニュルブルクリンク24時間レース
- 2003年、2010年、2019年、2020年のスパ24時間レース
- 2003年のデイトナ24時間レース
- 2019年のバサースト12時間レース

### ポルシェカップ
様々な国内および地域のポルシェ・カレラカップとポルシェGT3カップチャレンジ、および国際的なポルシェ・スーパーカップ（F1のサポートレースシリーズ）は、1998年以来911 GT3カップを使用している。

### ル・マン24時間レース
ポルシェは1998年のル・マン24時間レースで総合優勝を達成した後、1999年ル・マン24時間では、GTSクラスでは空冷993 GT2を使用するプライベーターだけで、クライスラー・バイパー GTS-Rには勝てなかった。しかし新型レースカーの水冷996 GT3 Rの2台がプライベートチームによって、GTクラスにエントリーされ、ドイツのマンタイ・レーシングが総合13位、GTクラス優勝を飾った。その後ル・マンでポルシェは、1999年から2005年まで7連勝でクラス優勝を果たし、GT/GT2クラスを制覇した。2006年、ポルシェのセイケル・モータースポーツはレースの大部分をリードしていたが、終盤でのメカニカルトラブルにより後退、パノス・エスペランテ GTLMがクラス優勝した。

### ル・マンシリーズ
プロトン・コンペティションとIMSA・パフォーマンスは、2007年シーズン直前に新型997を受け取った。プロトンは2009年、2010年にGT2クラスタイトルを獲得した。2011年、IMSA・パフォーマンスはGTE-Amクラスタイトルを獲得した。

### その他のレース
996 GT3 Rは、プライベートチームに利用された。2000年のニュルブルクリンク24時間レースでは、ファクトリー支援を受けた地元のフェニックスチームが、ザクスピードのクライスラー・バイパー GTS-Rを破った。2001年に改良された996 GT3 RSは、その後数年間多数のレースに参戦し、多くのクラス優勝だけでなく、2003年のデイトナ24時間、スパ24時間では総合優勝を飾った。
2005年、997世代のGT3カップがデビューし、2006年のスパ24時間レースでマンタイ・レーシングの997 GT3 RSRがデビューし、G2クラス1‐2位を飾った。ニュルブルクリンク24時間でも、2006年から4連覇を果たした。彼らの997 GT3 RSRは、より大きなフロントスプリッター、より高いリアウィング、500 PS (368 kW; 493 bhp)の4.0L水平対向6気筒エンジンを備えていた。 
SUPER GTでもチーム・タイサンが2012年に王座を獲得するなど活躍したが、2013年に行われたタイヤの拡幅などのアップデートが不発に終わったことや、当時や後継モデルの991型に乗ったことのある藤井誠暢によると競争力のピークは2012年までで、それ以降は大排気量の自然吸気エンジンやターボエンジンを採用する他社に比べてトルクが細いためレース中の混走下では不利な事やGT3では最小の自然吸気6気筒エンジンのため高回転を多用しなければならない点で、アジアの高温多湿との気候との相性が悪くGT特有のウェイトを積むとウェイト感度が大きいと発言している。そのため、年を追うごとに台数が減少し、つちやエンジニアリングが2021年に走らせたのが最後になっていたが、2025年よりシリーズに参戦するKF MOTORSPORTが992型991 GT3 Rを使用し参戦する。